# David Teniers mladší
David Teniers mladší nebo David Teniers II (15. prosince 1610 Antverpy – 25. dubna 1690 Brusel) byl vlámský malíř, tiskař, kreslíř, miniaturista, kopista a kurátor uměleckých sbírek. Byl to extrémně všestranný umělec známý svou uměleckou plodností a také inovátor v široké škále žánrů. Maloval historické obrazy, krajiny, portréty a zátiší. Je nejčastěji uváděn jako přední vlámský žánrový umělec své doby. Teniers je obzvláště známý vývojem rolnického žánru, tavernových scén, obrazů galerií, scén s alchymisty a lékaři. Byl to dvorní malíř a kurátor sbírky habsburského arcivévody Leopolda I. Viléma Rakouského, generálního guvernéra Habsburského Nizozemska, milovníka umění. Vytvořil tištěný katalog sbírek arcivévody. Byl zakladatelem Královské akademie výtvarných umění v Antverpách, kde se mladí umělci učili kresbě a sochařině. Teniers chtěl oživit vlámské umění po jeho úpadku po smrti předních vlámských umělců Petera Paula Rubense a Anthony van Dycka počátkem let 1640. Měl velký vliv na další generaci severských malířů, stejně jako francouzských rokokových malířů jako byl Antoine Watteau.

## Život

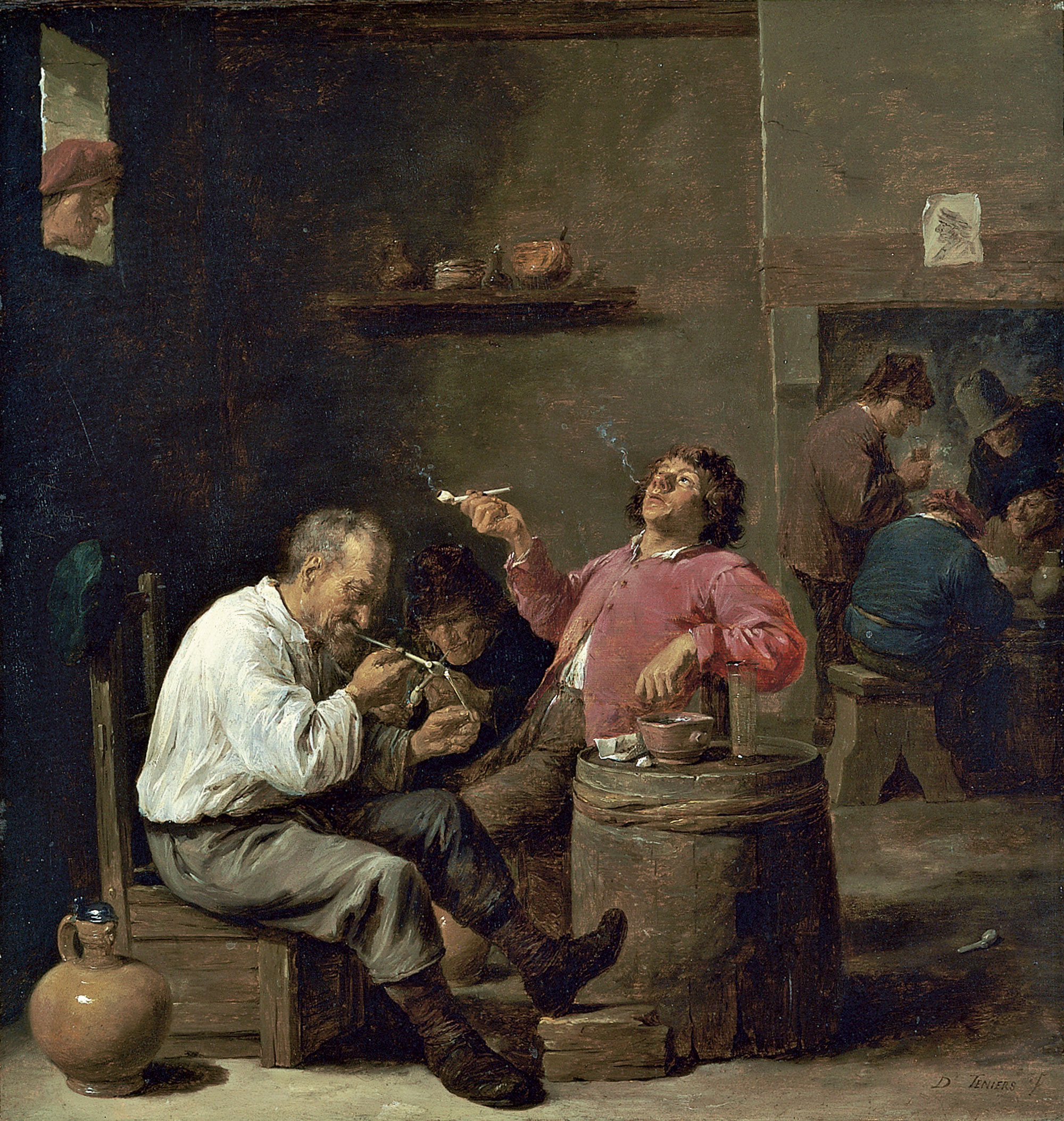
Kuřáci

### Počátky kariéry v Antverpách
David Teniers mladší se narodil v Antverpách jako syn Davida Teniers staršího a Dymphny de Wilde. Jeho otec byl malíř oltářních obrazů a drobných kabinetních obrázků. Tři jeho bratři se také stali malíři: Juliaan III. (1616–1679), Theodor (1619–1697) a Abraham Teniers (1629–1670). Práce jeho dvou nejstarších bratrů je prakticky neznámá, zatímco dílo jeho nejmladšího bratra Abrahama se velmi blížilo stylu Davida. Od roku 1626 David Teniers mladší studoval u svého otce. Na počátku své kariéry s ním také spolupracoval. Společně vytvořili sérii dvanácti obrazů, které vyprávěly příběhy italského epického básníka Torquato Tasso Osvobozený Jeruzalém (Museo del Prado, Madrid). Jeho otec byl často ve finančních nesnázích a dluhy jej občas dostaly i do vězení. David byl tak nucen kopírovat díla starých mistrů aby rodinu podpořil. V letech 1632–33 byl registrován jako wijnmeester (tj. syn mistra) v antverpském uměleckém spolku Cech Sv. Lukáše. V archivu města Antverp je záznam o tom, že v roce 1635 byl Davidovi vydán pas pro návštěvu Paříže. Umělec pravděpodobně také cestoval do Anglie. Dne 29. prosince 1635 podepsal v Doveru smlouvu s antverpským obchodníkem s uměním Chrisostomosem van Immerseel, který v té době žil v Anglii.

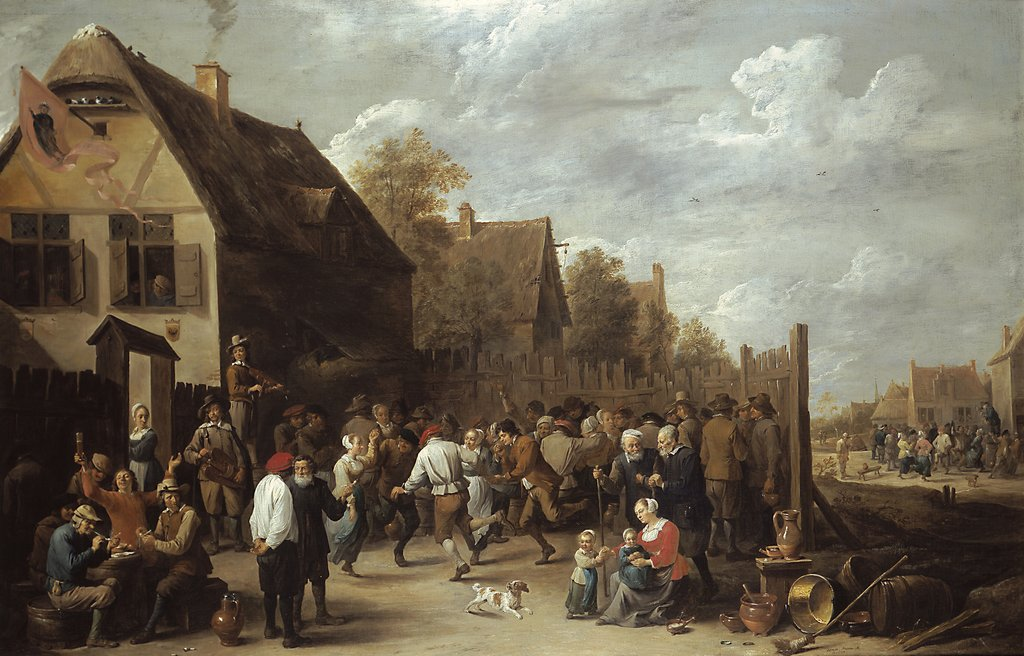
David Teniers mladší Venkovský trh, kolem 1645

V roce 1636 získal Rubens zakázku od španělského krále Filipa IV., aby vytvořil sérii mytologických obrazů pro výzdobu jeho loveckého zámečku Torre de la Parada nedaleko Madridu. Mytologické scény zobrazené v této sérii byly z velké části založeny na Ovidiových Metamorfózách. Rubens realizoval tuto důležitou zakázku za pomoci velkého množství malířů z Antverp, jako jsou Jacob Jordaens, Cornelis de Vos, Jan Cossiers, Peter Snayers, Thomas Willeboirts Bosschaert, Theodor van Thulden, Jan Boeckhorst, Peeter Symons, Jacob Peter Gowy a další, kteří pracovali podle Rubensových návrhů. Teniers byl také pozván, aby se podílel na tomto projektu a vytvořil obráz podle Rubensova návrhu. Tento obraz je považován za ztracený. Dne 22. července 1637 se Teniers oženil s Annou Brueghel, dcerou Jana Brueghela staršího ze slavné malířské rodiny. Rubens, který byl opatrovníkem Anny po smrti jejího otce, byl svědkem na jejich svatbě. Svým sňatkem Teniers upevnil vztah s Rubensem, který byl dobrým přítelem a častým spolupracovníkem Annina otce. To je potvrzeno skutečností, že při křtu prvního ze sedmi dětí Daniela Davida Tenierse III., byla za kmotru Rubensova druhá žena Hélène Fourmentová. V té době Teniers začal získávat pověst umělce a dostával mnoho zakázek. V roce 1643 si u něho objednala antverpská domobrana Gilda Sv. Jiří skupinový portrét.

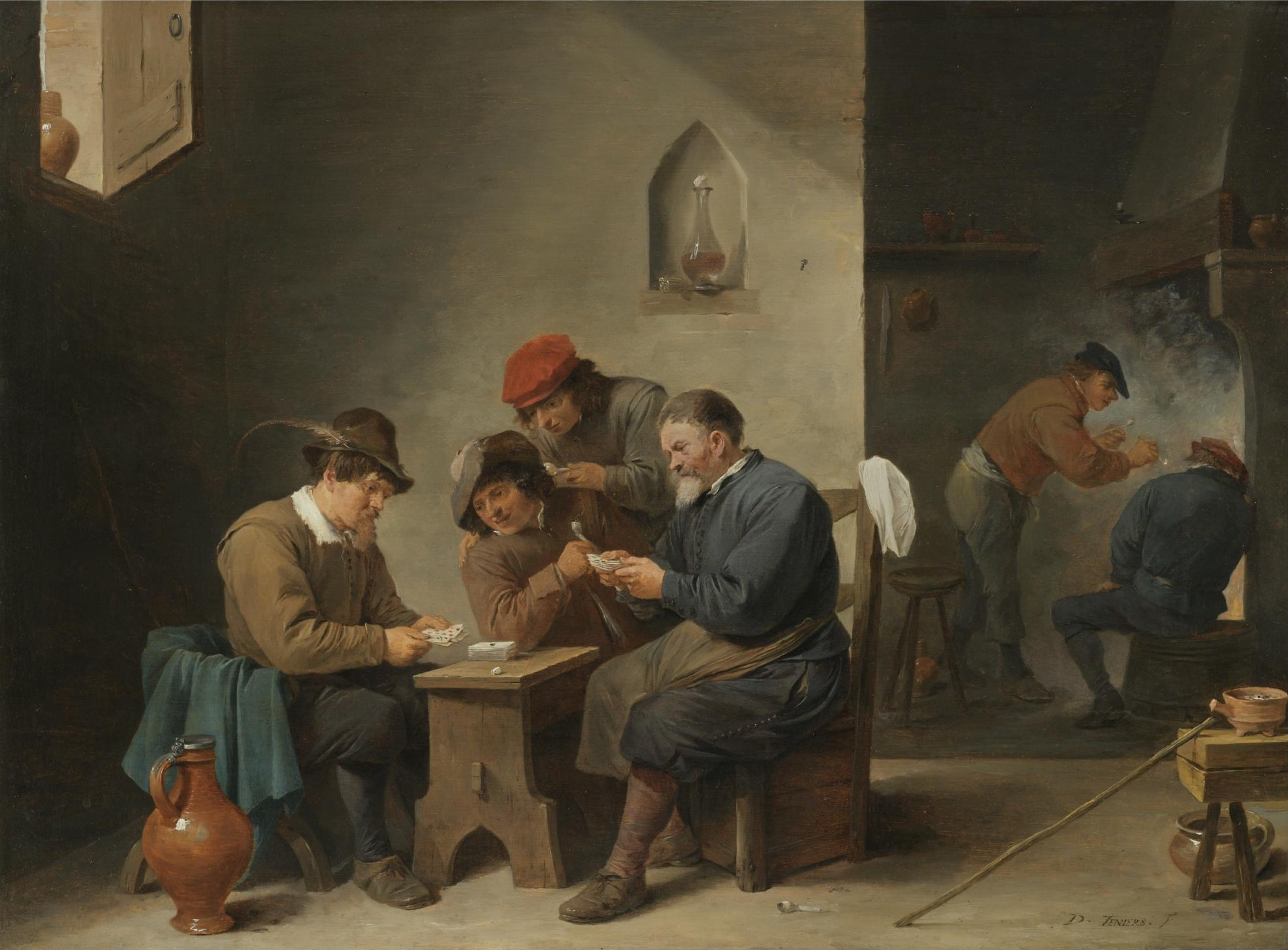
Hráči karet

Teniers byl děkanem Antverpského cechu svatého Lukáše v letech 1644–1645. Když se arcivévoda Leopold I. Vilém Rakouský stal v roce 1647 generálním guvernérem jižního Nizozemska, stal se významným patronem Tenierse. Úspěch stoupl umělci do hlavy a on začal tvrdit, že jeho dědeček, Julian Taisnier, který se přistěhoval do Antverp v 16. století z Ath (nyní valonská provincie Hainaut), pocházel z rodiny, která měla oprávnění nosit erb s vyobrazením medvěda. Teniers začal používat tento erb sestávající z medvěda na zlatém poli obklopeném třemi zelenými žaludy. Jeho švagr Jan Baptist Borrekens o tom informoval a Teniersovi bylo zakázáno erb používat.

### Dvorní malíř v Bruselu
Kolem roku 1650 se Teniers přestěhoval do Bruselu, aby formálně vstoupil do služby arcivévody jako jeho dvorní malíř (pintor de cámara). Arcivévoda Leopold jej požádal, aby se stal kurátorem jeho umělecké galerie, kterou založil ve svém bruselském paláci. Na této pozici nahradil antverpského malíře Jana van den Hoecke (1611 – 1651), který tento úřad zastával ve Vídni. Jedním z klíčových úkolů Tenierse v této pozici bylo dbát o zvětšení arcivévodovy kolekce. Teniers sestavil sbírku pro uměleckou galerii, která zahrnovala nejen jeho vlastní dílo a i práce jiných umělců. Podílel se na nákupu velkého množství italských a obzvláště benátských mistrovských děl z konfiskovaných sbírek anglického krále Karla I. (19. listopadu 1600 – 30. ledna 1649, popraven). Jedním z jeho největších úspěchů bylo získání velké části (přibližně 400 obrazů) sbírky vlastněné Jamesem Hamiltonem, prvním vévodou z Hamiltonu (19. června 1606 – 9. března 1649), který byl blízkým spolupracovníkem a oblíbencem anglického krále a byl stejně jako král popraven v roce 1649. Conde de Fuensaldaña, poručík arcivévody Leopolda I. Wilhelma v jižním Nizozemí vyslal Davida Teniersa mladšího do Anglie v roce 1651, aby koupil obrazy v Pembroke a pravděpodobně i uskutečnil i jiné nákupy. Sbírka arcivévodova rostla. Zahrnovala asi 1300 děl, především předních italských umělců jako Raphael, Giorgione, Veronese a Titian (15 prací tohoto umělce ), stejně jako slavných severských umělců jako je Hans Holbein mladší, Pieter Bruegel starší a Jan van Eyck. Sbírka se stala základem sbírky Kunsthistorisches Museum ve Vídni. Arcivévoda také prosazoval Teniersovo umění také tím, že rozdával jeho obrazy jiným evropským vládcům jako dary. V důsledku toho se mnozí z těchto vládců také stali Teniersovými patrony, jako naříklad ghentský biskup Anthonius Triest, kníže Frederik Hendrik Oranžský, Kristina, královna Švédska, Vilém II. Oranžský a Filip IV. Španělský. Pouze francouzský král l Ludvík XIV. zdá se nemá v oblibě práci Davida Tenierse. Podle příběhu francouzský král, když mu byl ukázán Teniersův obraz s rolnickou scénou, požádal o co nejrychlejší odstranění těchto magotů (paviánů).

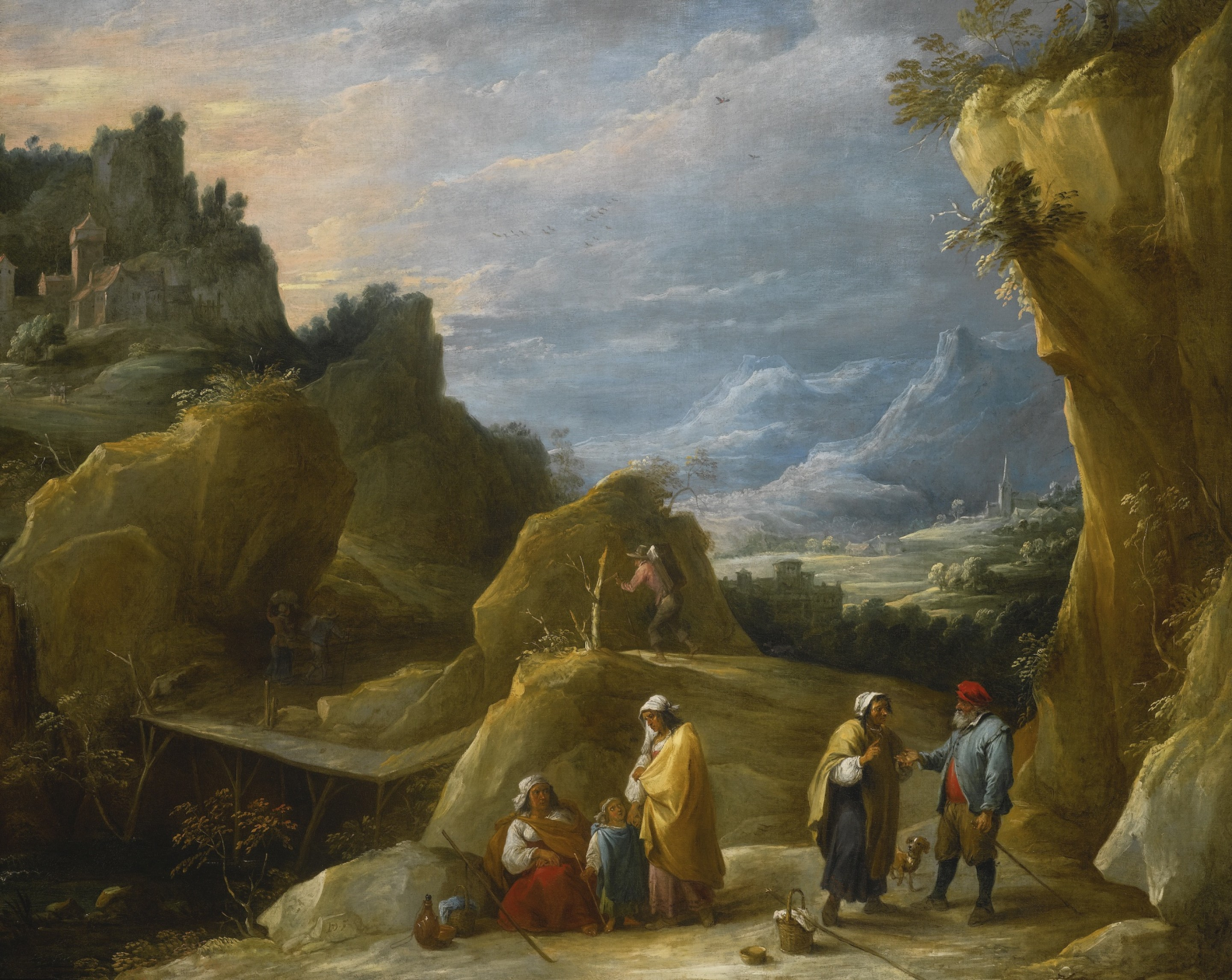
David Teniers mladší, Horská krajina s cikánskou věštkyní, kolem 1644–1690

Teniers koupil dům v blízkosti bruselského dvora a v roce 1655 byl povýšen do funkce kamerdiender nebo ayuda de cámara komorníka arcivévody. Bylo velice neobvyklé, aby dvorní malíř sloužil jako komorník u španělského dvora. Ve skutečnosti existoval pouze jeden další takový případ z té doby: Velázquez, jehož cílem bylo také být povýšen do šlechtického stavu. Nedlouho poté, co arcivévoda odstoupil z funkce generálního guvernéra španělského Nizozemska, vrátil se do Vídně i se svou velkou uměleckou sbírkou. Jan Anton van der Baren (1615 – 1687), vlámský kněz a nadaný malíř zátiší se přestěhoval s arcivévodou z Bruselu do Vídně, kde se stal nástupcem Tenierse jako ředitel jeho vídeňské galerie. Teniers se stal také velkým favoritem nového generálního guvernéra Španělského Nizozemska Dona Juana José de Austria, levobočka španělského krále Filipa IV. Kníže se stal jeho žákem a životopisec Cornelis de Bie říká, že princ maloval i portrét malířova syna. Teniersova manželka Enieers zemřela 11. května 1656. Dne 21. října téhož roku se umělec znovu oženil. Jeho druhou manželkou byla Isabella de Fren, 32letá dcera Andrije de Fren, tajemníka Rady Brabantu. Je možné, že Teniersův hlavní motiv pro sňatek se spinster (starou pannou) bylo její poměrně vysoké společenské postavení. Také mu přinesla velké věno. Pár měl čtyři děti, dva syny a dva chlapce. Postoj jeho druhé manželky k Teniersovým dětem z prvního manželství později rozdělil rodinu v bojích o majetek. Teniers požádal španělského krále o přijetí mezi aristokracii, ale žádosti se vzdal poté, co podmínkou bylo vzdát se malování za peníze.

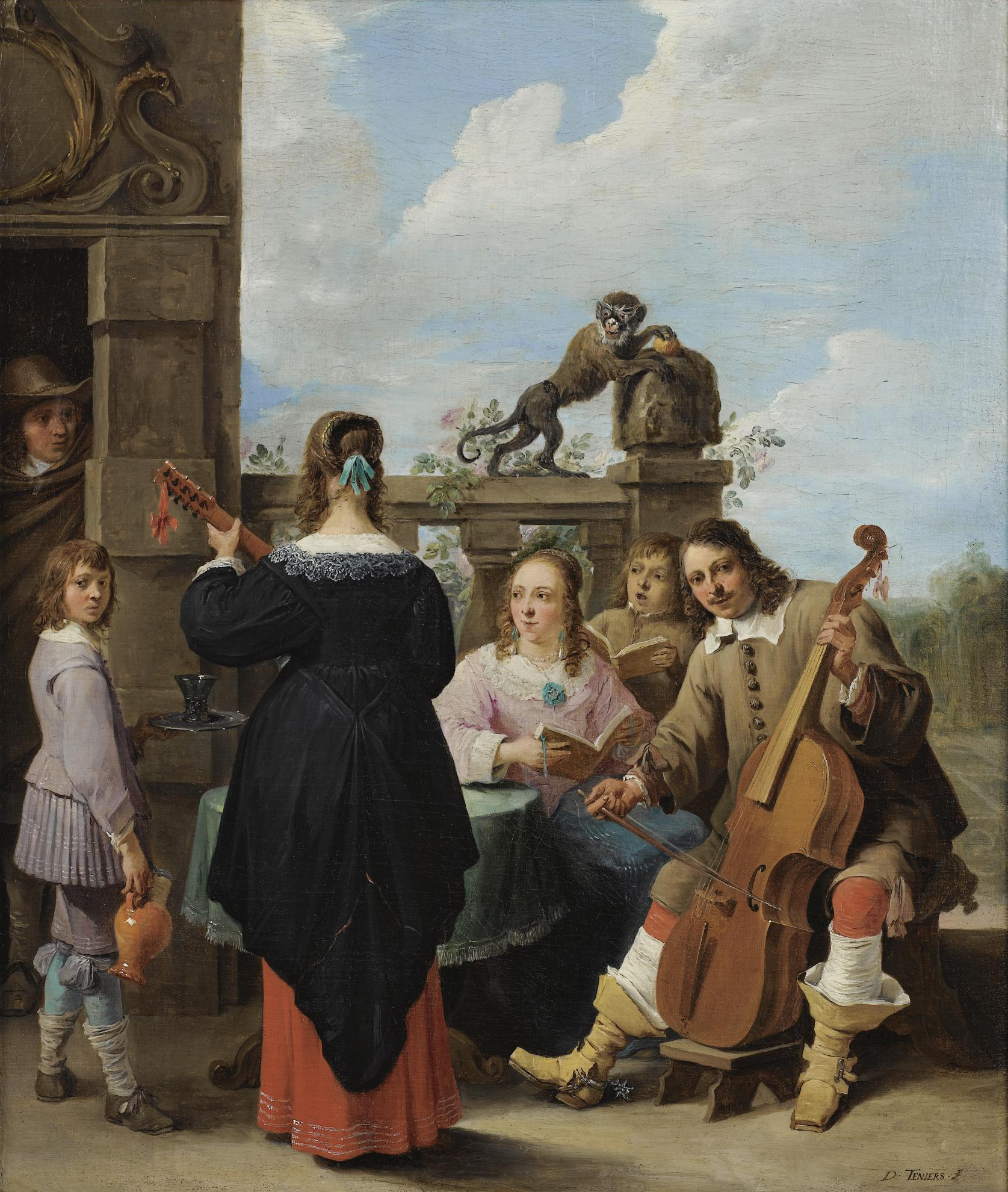
David Teniers mladší, Rodinný koncert na terase, kolem 1640–1649

V roce 1660 vydal Teniers své Theatrum Pictorium. Zdá se, že když v lednu 1659 Juana José de Austria ukončil své funkční období generálního guvernéra jižního Nizozemska, Teniers ukončil své aktivity u dvora. Koupil od manžela Hélène Fourment, vdovy po Rubensovi, venkovské panství zvané Tři věže, který se nachází v Perku, poblíž Bruselu a Vilvoorde. Během svého pobytu v Bruselu Teniers nepřerušil své kontakty s Antverpami. Dále udržoval úzké kontakty s antverpskými umělci a také s významnými uměleckými prodejci v Antverpách. Zvláště společnost Matthijs Musson, založená v Antverpách malířem a obchodníkem s uměním, která hrála důležitou roli v popularizaci umělců antverpské školy z 17. století, se zasloužila o budování Teniersovy mezinárodní pověsti. Na přání svých antverpských kolegů z Cechu svatého Lukáše se Teniers stal hybnou silou při založením umělecké školy s názvem Královská akademie výtvarných umění v Antverpách. V té době to byla pouze druhá taková instituce v Evropě po francouzské akademii v Paříži. Umělec použil své kontakty a poslal svého syna do Madridu, aby pomohl při vyjednávání o úspěšném získání požadované licence od španělského krále. V Antverpách se konaly velké oslavy, když 26. ledna 1663 Teniers přišel z Bruselu s královskou chartou, která vytvořila Královskou akademii výtvarných umění v Antverpách, jejíž existence byla výsledkem Teniersovy vytrvalosti. Když v roce 1674 byla existence Akademie ohrožena, Teniers znovu použil svůj vliv na španělském dvoře, aby akademii zachránil. Vzhledem k tomu, že Teniers byl dvorním malířem, nebylo po něm po něm požadováno členství v antverpském uměleckém sdružení Svatého Lukáše. Nicméně v roce 1675 do spolku vstoupil. V pozdějších letech působil Teniers také jako prodejce umění a organizoval umělecké dražby. To ho přivedlo do konfliktu s jeho kolegy, kteří zahájili řízení, které mu zabránilo uskutečnit aukci v roce 1683. Teniers tvrdil, že potřebuje výtěžek z aukce, protože jeho děti ho žalují o majetek. Záležitost byla konečně vyřešena mezi samotnými stranami. Ve svých posledních letech ztratil druhou manželku a absolvoval další soudní řízení o majetek se dvěma přeživšími dětmi druhé manželky. Existuje důkaz, že v těchto letech utrpěl pokles jeho prosperity a jeho výkon klesal. Zemřel 25. dubna 1690 v Bruselu. Mezi jeho žáky patřili Ferdinand Apshoven mladší, Thomas van Apshoven, Jan de Froey, Aert Maes, Abraham Teniers a Aert van Waes. Údajně byl jeho žákem i Gillis van Tilborgh.

## Dílo

### Vývoj
David Teniers byl známý jako tvrdý, nesmírně plodný pracovník, za jeho práci je považováno asi dva tisíce obrazů. Byl extrémně všestranný a vyzkoušel si všechny žánry, které byly ve Flandrech praktikovány, včetně historických témat, žánrových obrázků, krajinomalby a obrazů zátiší. Teniers je obzvláště známý pro rozvoj obrazů s rolníky, obrazů taverny a scény s alchymisty a lékaři. Také maloval mnoho náboženských scén, mezi nimiž vyniká mnoho kompozic, které se zabývají tématy jako Pokušení Sv. Antonína, svatými poustevníky v jeskyních nebo pustinách.

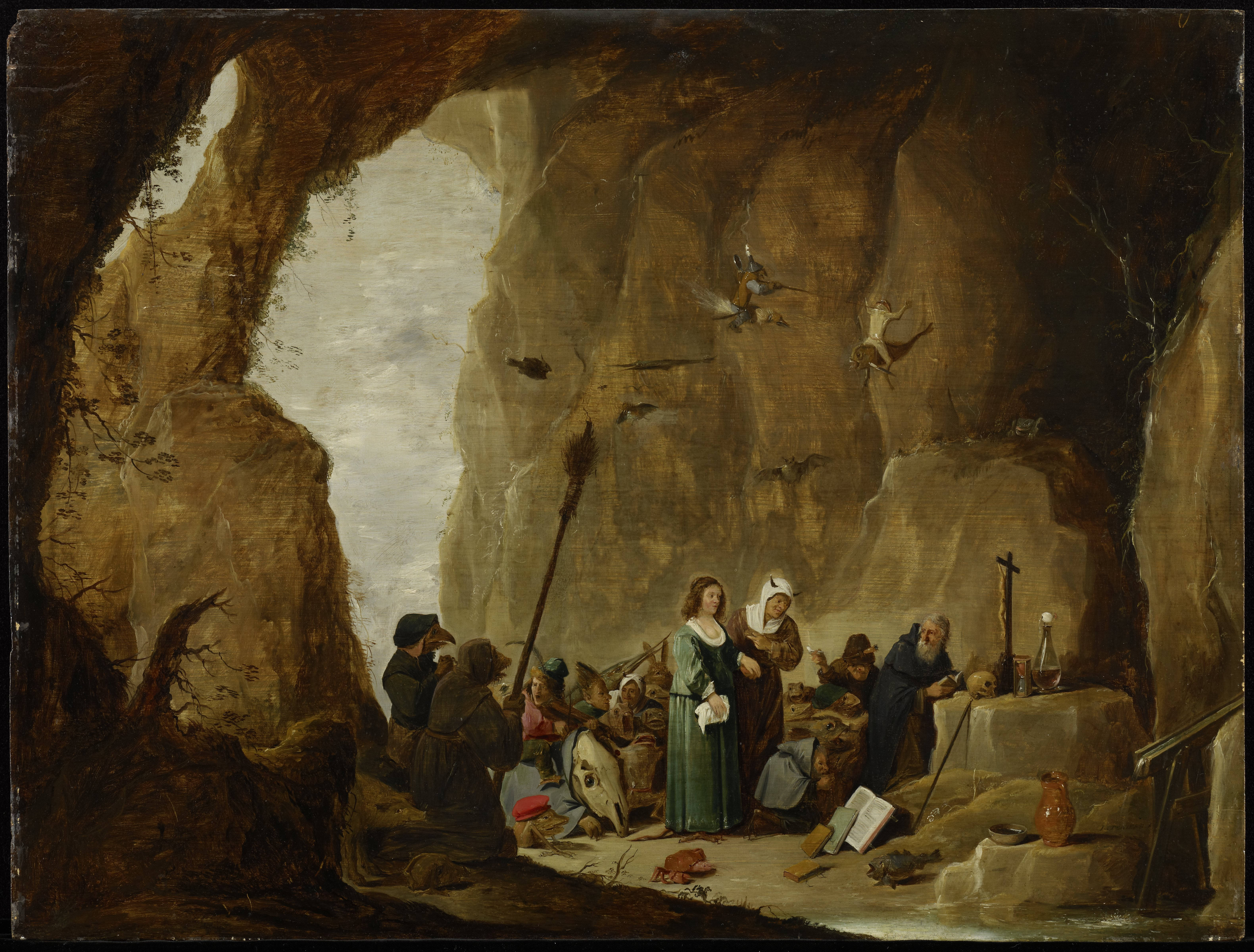
David Teniers mladší, Pokušení Svatého Antonína

Rané Teniersovy práce ukazují vliv německého malíře Adama Elsheimera. U tohoto malíře studoval v Římě i jeho otec, který je považován za následníka Elsheimera. Elsheimer byl převážně známý malými obrazy, charakteristickými inovativní úpravou krajiny a světelnými efekty.

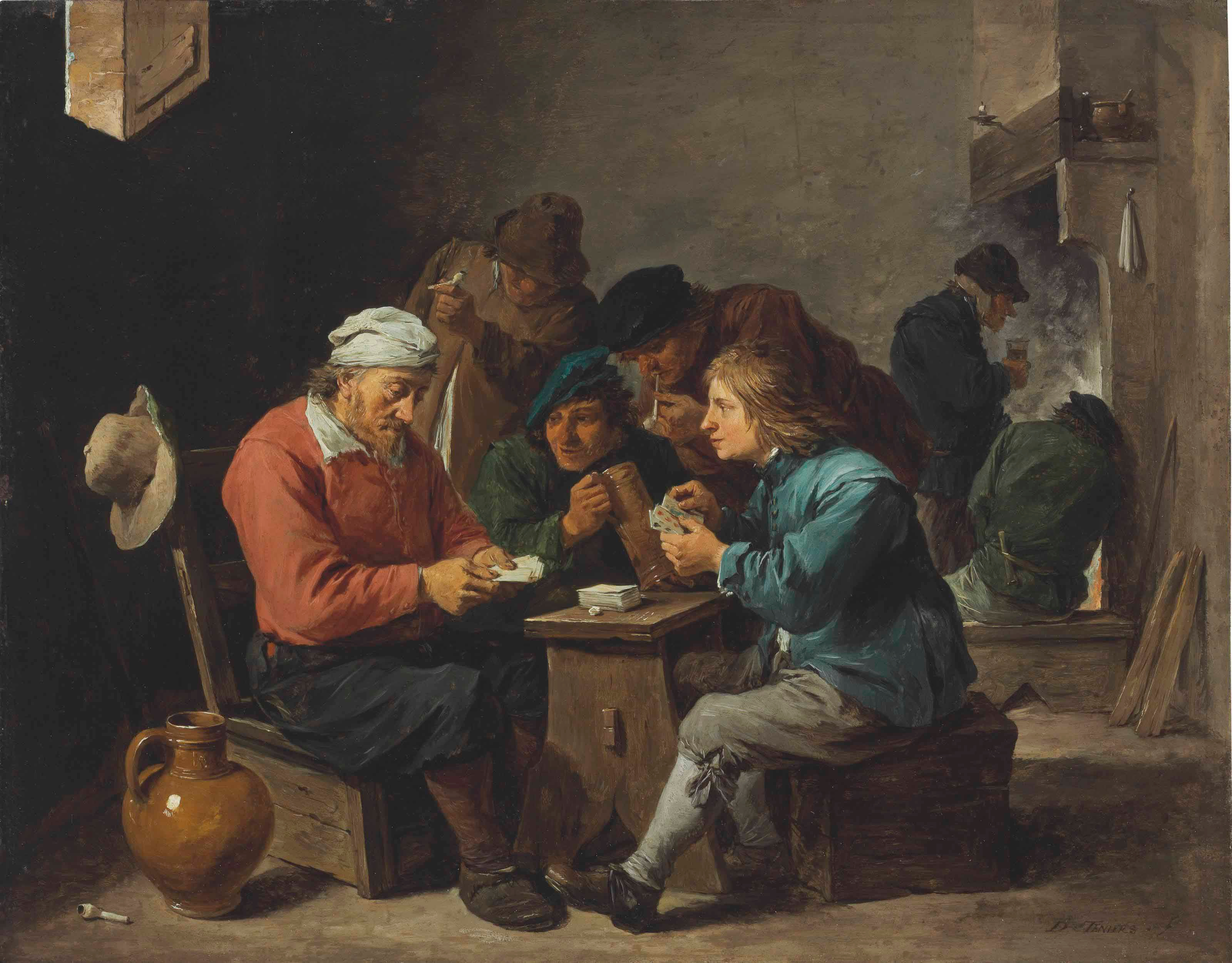
David Teniers mladší, Rolníci hrající karty, kolem 1630–1645

Další významný vliv na počáteční práci Davida Teniersa měla práce vlámského malíře Adriaena Brouwera. Adriaen Brouwer pracoval v Antverpách v letech 1620 až 1630 po svém pobytu v Haarlemu. Byl to významný inovátor žánrového malířství, vytvářel velmi přesvědčivá vyobrazení rolníků, vojáků a dalších osob nižší třídy, s nimiž se podílel na pití, kouření, hraní karet nebo kostek, na jejich hrách, bojích, hudebních produkcích atd., obvykle v hostincích nebo venkovské prostředí. Brouwer také přispěl k rozvoji žánru genre of tronie. Tronie (holandský výraz ze 16. a 17. století pro obličej), styl ukazující nadsazený, přehnaný výraz obličeje nebo přehnaně výrazné oblečení. Brouwerovy studie hlavy či obličeje zkoumají rozmanité výrazy. Počáteční díla Davida Tenierse byla velmi blízká Brouwerovým námětům, pokud jde o námět, techniku, barvu a kompozici. Převzal od Brouwera jeho drsné typy, umístil je do zakouřených, slabě osvětlených hospůdek se stejnou monochromatickou tonalitou jako Brouwer. Od počátku byl přesto znát osobitý styl Tenierse. Na rozdíl od Brouwera, který své žánrové scény umísťoval hlavně do interiérů, Teniers po roce 1640 postupně umísťoval své scény do krajiny. Krajina hrála v jeho obrazech stále důležitější roli. Tento vývoj byl společný pro vlámské malířství té doby. Kouřová a monochromatická tonalita interiérů z třicátých let byla nahrazena světlou, stříbřitou atmosférou, ve které sedláci sedí v klidu, zabráni do rozhovoru nebo hraní karet. Tyto obrazy ukazují radikální krok směrem k pozitivnějšímu postoji k venkovskému životu a rolnictvu, na rozdíl od jeho dřívějších satirických obrazech ovlivněných Brouwerem.

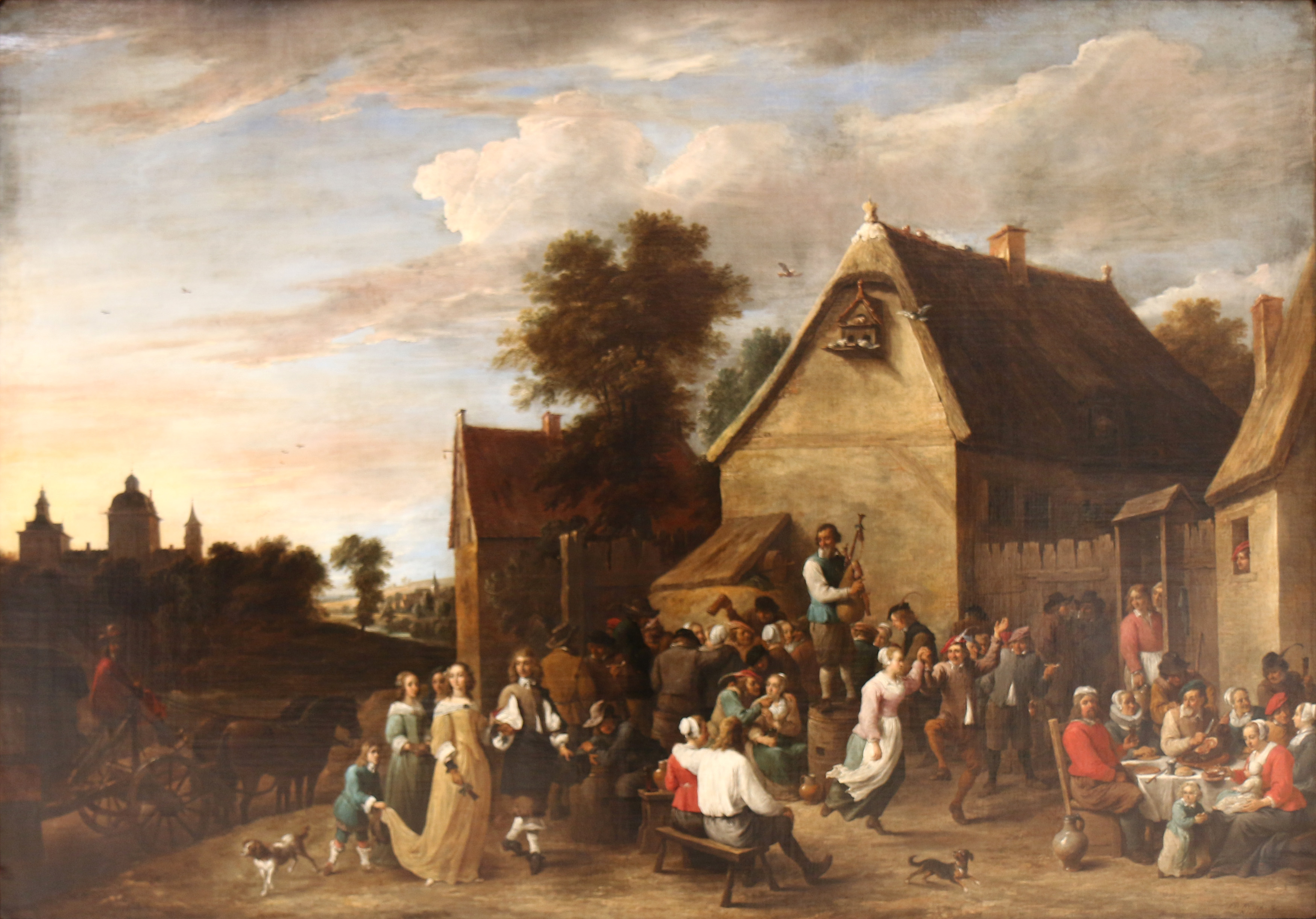
David Teniers mladší, Vlámský veletrh, 1652

Pozdější díla umělců, jako je jeho obraz Vlámský veletrh, dýchají idylickým duchem Arkádie. Sedlácké postavy ztratily svůj nezdvořilý vzhled a lidé z vyšších společenských tříd se nyní mísí s obyčejným lidem. Umělec, jenž byl od roku 1651 dvorním malířem arcivévody Leopolda, měl možnost přispět k této gentrifikaci své práce. Tento typ venkovské scény se stal velmi populární. V mnoha z pozdějších Teniersových obrazech je rozruch starších selských svátků postupně nahrazován klidnými scénami s pouze několika lidskými postavami. V tomto pozdějším období Teniers také přešel na více umělecký a volnější styl. Jeho kompozice s rolníky byly tak populární, že obrazy s tímto tématem se nazývaly tenierkens (malé dárky) a gobelíny s rolnickými scénami byly označovány jako tapisérie Teniers. Teniers nevytvořil žádné tapisérie osobně. Pouze několik z těchto tapisérií s ním může být přímo spojováno. Tyto tapisérie byly obzvláště oblíbené od poslední třetiny 17. století a do 18. století. Teniersovy tapisérie tkala řada bruselských tkalců a také byla tkána v dalších centrech, jako jsou Lille, Oudenaarde, Beauvais a Madrid.

### Pastorální obrazy

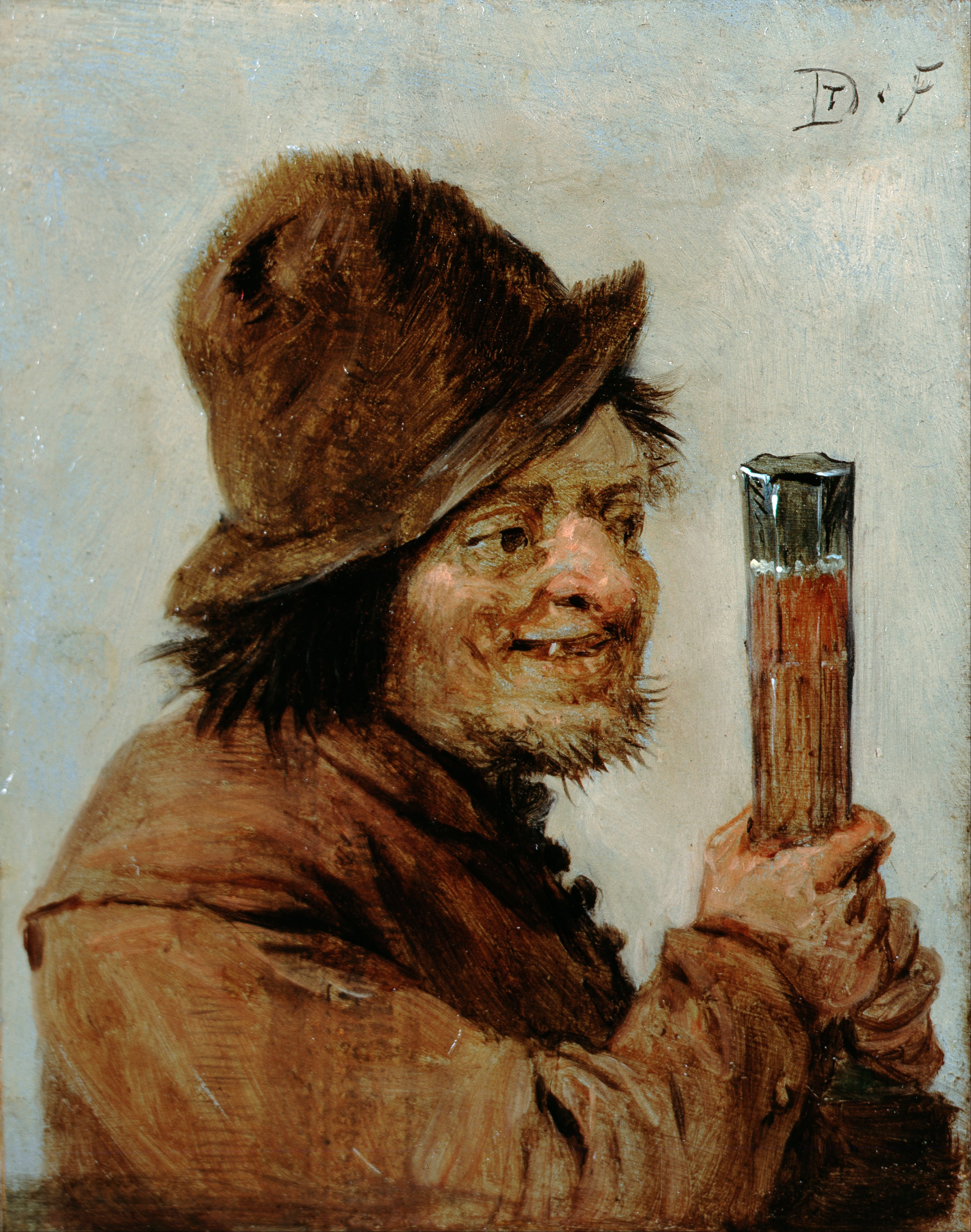
David Teniers mladší, Rolník držící sklenici

Kolem roku 1640 začal Teniers malovat více krajinných obrazů a vyvinul vlastní umělecký styl. Soustředil se na vlámský venkov jako námět sám o sobě, nikoli pouze jako kulisu k jeho venkovních rolnickým scénám. Ve svých krajinách věnoval zvláštní pozornost odlišnému světlu vlámské krajiny v různých klimatických podmínkách, například na obraze říční krajiny s duhou v pozadí Říční krajina s duhou. Teniers byl spolu s Rubensem mezi prvními vlámskými umělci 17. století, kteří zařadili duhu do jejich zobrazení krajiny. Ne pro náboženský či alegorický význam, spíše jako další prostředek pro předvedení jejich pečlivého studia přírody. Další příklady jsou práce z poloviny let 1640, Sklizeň. Ukazuje krajinu skutečnou i imaginární. Přestože nechtěl tuto práci dělat, trávil na venkově mnoho času. Tím se vysvětluje, proč se některé motivy v jeho krajinomalbách opakují. V šedesátých letech 17. století začal Teniers kreslit pastorální scény. Teniersův zájem o pastorální obrazy souvisí s jeho ambicí být povýšen do šlechtického stavu. Zemědělství a chov zvířat byly považovány za řádné povolání šlechty. Dům na venkově je tedy nezbytnou součástí postavení šlechticů té doby. Teniers sám získal panství Drij Toren v Perku poblíž Rubensova venkovského panství Het Steen. Svůj statek Teniers několikrát namaloval. V pohledu na Drij Toren v Perku, s rodinou Davida Teniersa (kolem roku 1660) Teniers umístil do centra kompozice portrét své rodiny, služebnictva a nájemců na sklizni. Vzdal Rubensovi poctu tím, že do dálky umístil Rubensův nedaleký pozemek Het Steen. On sám se představuje jako venkovský džentlmen, který se svým nákladným oblečením odděluje od sluhů a rolníků a obraze.

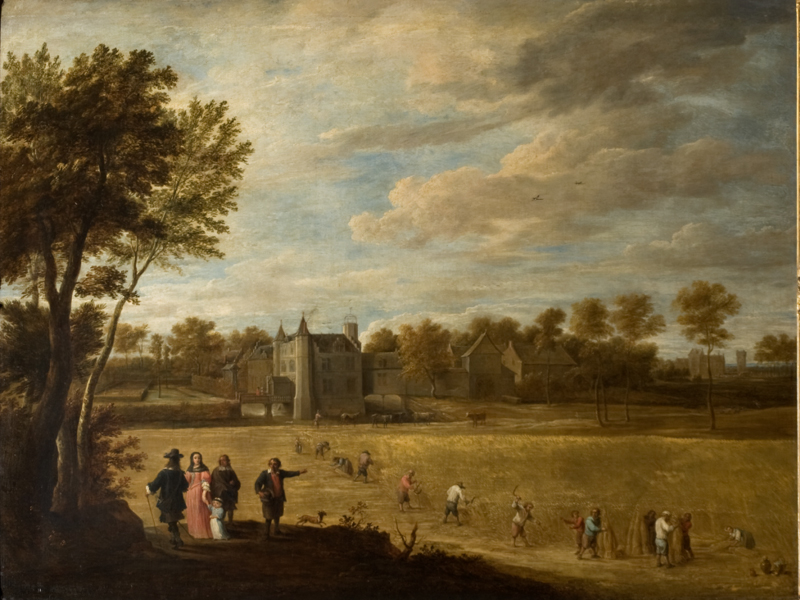
David Teniers mladší, Pohled na zámek David Tenierse Drij Toren u Percku

Teniers namaloval i mnoho obrazů jiných zámků a statků. Pouze několik zámků a statků, které namaloval, jsou známy. Předpokládá se, že jsou to fiktivní výtvory, které mají být velkolepou dominantou okolní krajině. Tyto obrazy často obsahují vyobrazení nájemce, kteří odměňují své pány. Vyjadřují tak převládající světový názor vládnoucí třídy, že být dobrým a pokorným rolníkem znamená projevovat úctu jeho ušlechtilému pánu.

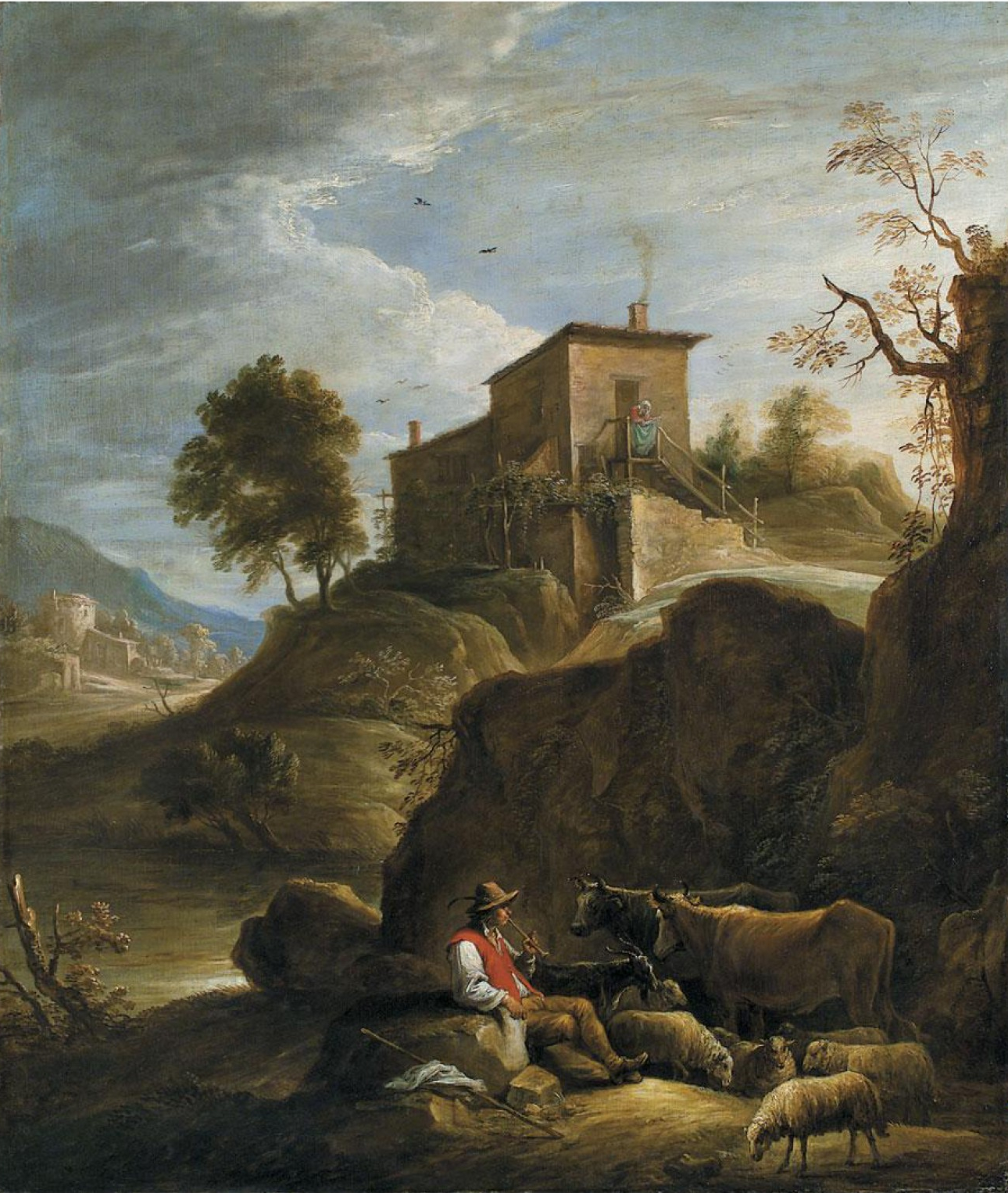
David Teniers mladší, Pastorální krajina s pastýřem a vodopádem

### Obrazy galerií
Teniers namaloval deset obrazů představujících bruselskou sbírku arcivévody Leopolda I. Viléma. Z nich jsou pouze tři datované. Devět je namalováno na plátně a jeden na mědi. Obrazy zobrazují pravděpodobně spíše fiktivní než skutečný prostor v bruselském paláci. Je však známo, že obrazy zobrazené na nich jsou součástí arcivévodské sbírky.
Teniersovy obrazy arcivévodovy kolekce spadají do žánru nazvaného galerie obrazů nebo obrazů sbírek. Obrazy galerií jsou typické zobrazením velké místnosti, ve které je mnoho obrazů a dalších drahých předmětů vystaveno v elegantním prostředí. Antverpští umělci Jan Brueghel starší a Frans Francken mladší byli prvními, kdo v roce 1620 malovali obrazy sbírek umění a uměleckých kuriozit. Tento žánr dále rozvíjel Hieronymus Francken mladší, Willem van Haecht a Hendrik Staben. Žánr se okamžitě stal populárním v Antverpách, kde ho mnoho umělců praktikovalo v období Davida Tenierse mladšího: zahrnuli umělce jako Jan Brueghel mladší, Cornelis de Baellieur, Hans Jordaens, Gonzales Coques, Jan van Kessel starší a Hieronymus Janssens, později také Tillerse Gillis van Tilborgh, stejně jako Wilhelma Schuberta van Ehrenberga, Jacoba de Formentrou a Balthasara van den Bossche.

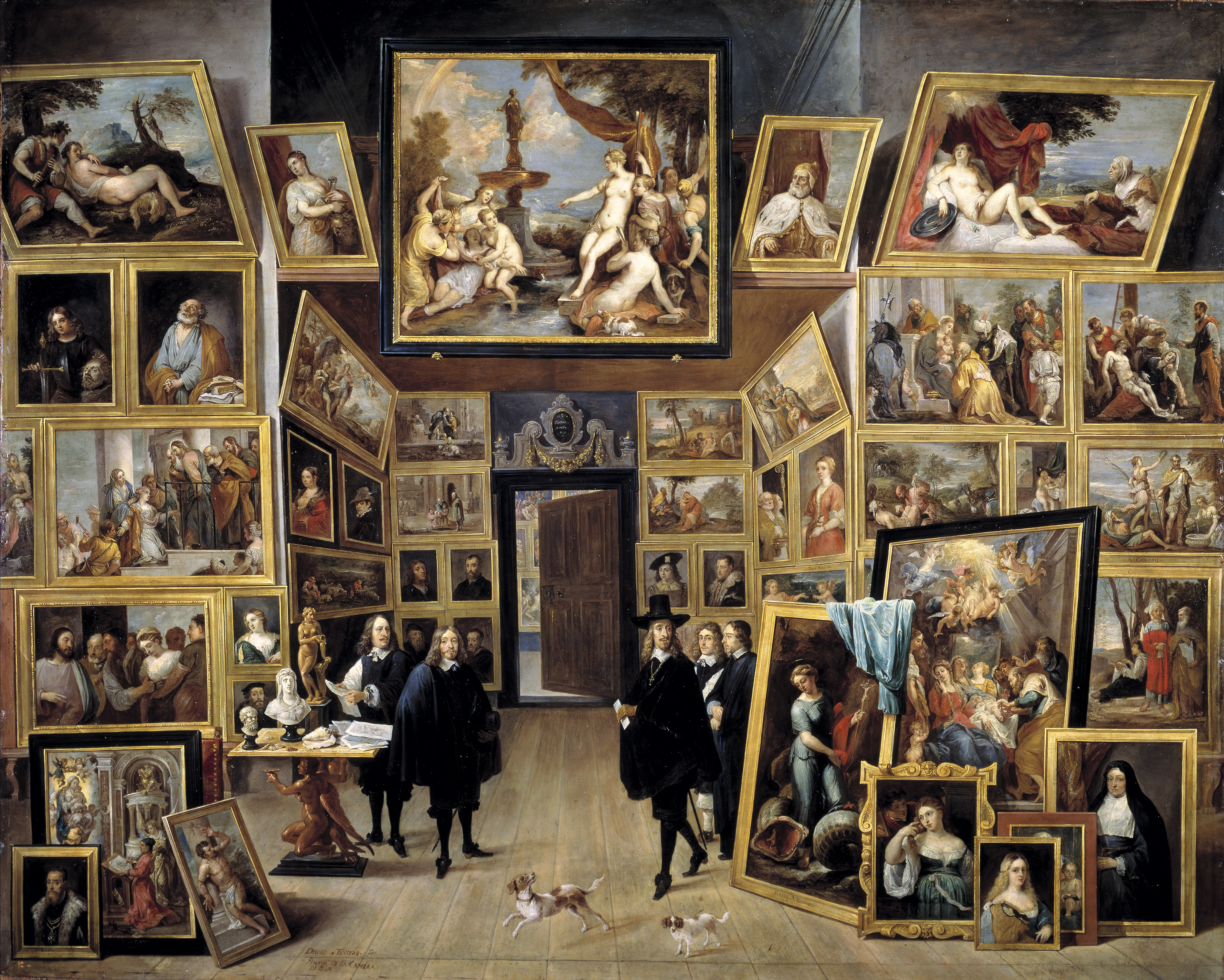
David Teniers mladší, Arcivévoda Leopold Guillermo v bruselské galerii

David Teniers mladší hrál důležitou roli při vývoji žánru galerijních obrazů a jeho obrazy sbírek arcivévody Leopolda Viléma z poloviny 17. století patří mezi nejslavnějšími příklady tohoto žánru. Nejstarší práce v tomto žánru zobrazovaly umělecké objekty společně s dalšími věcmi, jako jsou vědecké přístroje nebo zvláštní přírodní exempláře. Tyto obrazy vyjadřovaly ranou moderní kulturu zvídavosti, ve které se umělecká díla a vědecké nástroje mísily v tzv. Skříňkách kuriozit. David Teniers pozměnil tento žánr v polovině 17. století. Přešel od zobrazení skříní kuriozit k zobrazení uměleckých galerií jako takových a zejména sbírky arcivévody Leopolda Viléma. Ve finální, pozdní fázi žánru, mezi roky 1660 až 1690 umělci jako Teniersův žák Gillis van Tilborgh šli ještě dále při odstraňování ne-uměleckých předmětů z galerie. Ve svých obrazech galerií malovali ty, kdož si nárokovali elitní status na základě svých znalostí a v případech umělců schopnost vytvářet umění.

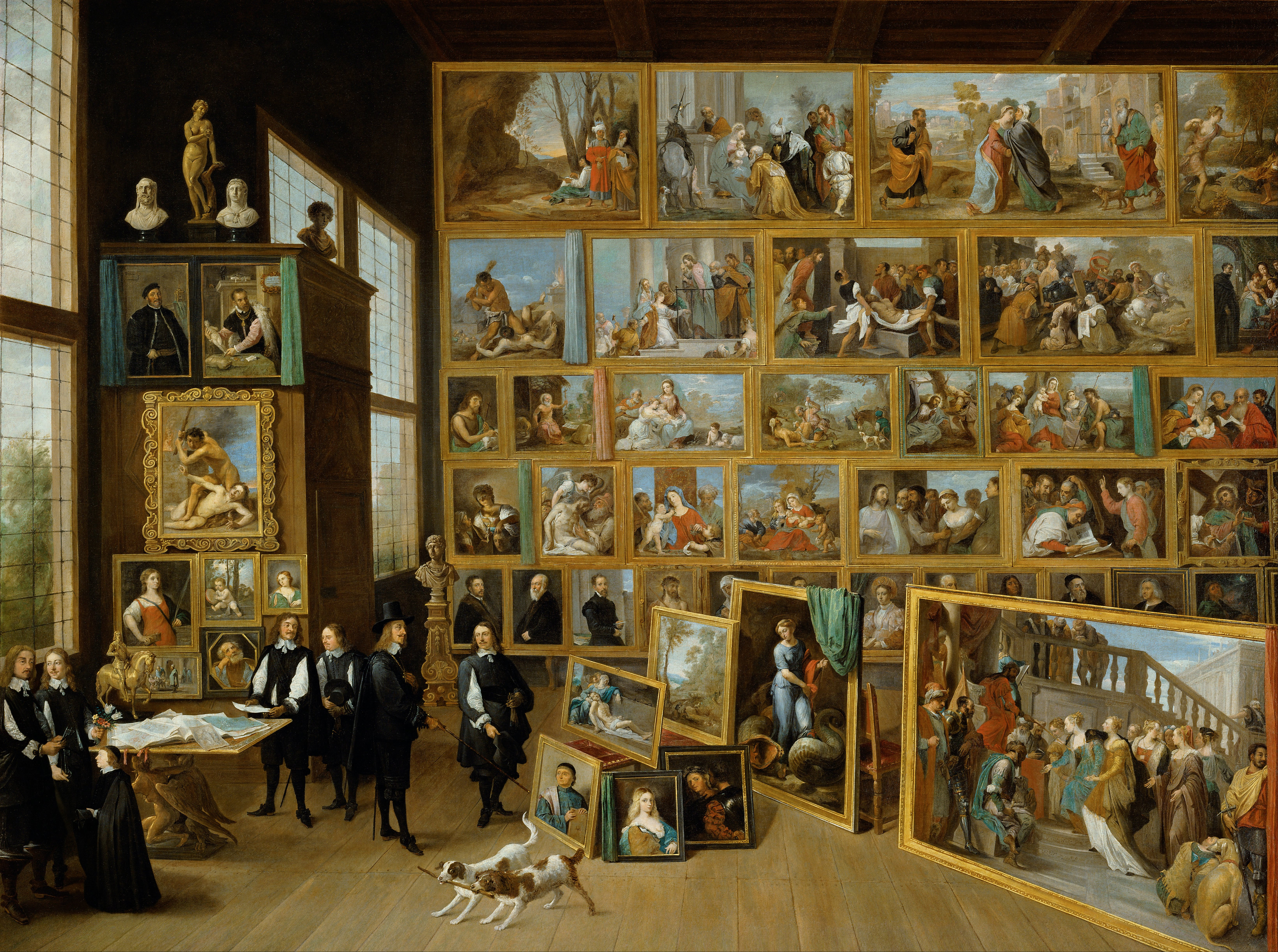
David Teniers mladší, Arcivévoda Leopold Guillermo v bruselské galerii, 1650–52

Teniers nejprve namaloval arcivévodu Leopolda Viléma s jeho sbírkou na dvou obrazech z roku 1651 (jeden v Petworth House a druhý v Královském muzeu výtvarných umění v Belgii). Jediný jiný Teniersův datovaný galerijní obraz je datován rokem 1653. Skutečnost, že ostatní galerijní obrazy Teniersovy datovány nejsou, je důvodem, že bylo obtížné vytvořit chronologii a evoluci jeho díla v tomto žánru. Dvě z deseti známých malířských obrazů s arcivévodou Leopoldem Vilémem mají podobné kompozice a jsou si podobné: velké, nedatované plátno v Kunsthistorisches Museum bylo pravděpodobně následováno stejně velkou malbou z roku 1651 v Petworth House. Ostatní zobrazované sbírky jsou nezávisle sestaveny a zobrazují různé práce, nebo když obsahují stejné práce, jsou zavěšeny v jiném pořadí. Přestože Teniersovy obrazové galerie ukazují obrazy, o nichž je známo, že byly součástí arcivévodské sbírky, je přesné uspořádání jak je malíř zobrazuje považováno za fiktivní. Teniers se v těchto obrazech snažil dosáhnout hlavně vizuálního účinku. Některé z obrazů zobrazují arcivévodu navštěvujícího svou galerii s dvořany a dalšími uměleckými sběrateli.

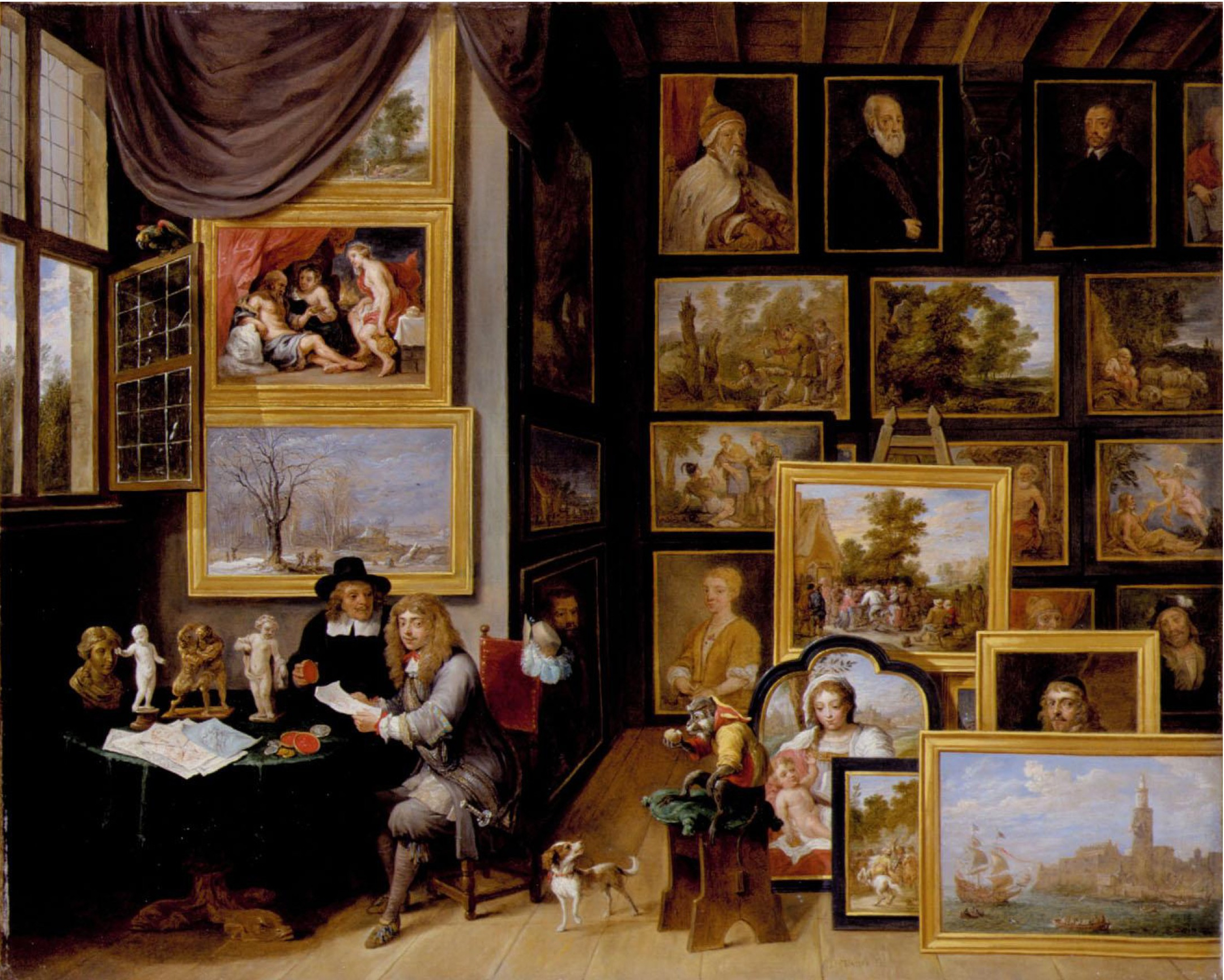
David Teniers mladší, Obrazová galerie se dvěma muži zkoumající pečeť a červenou křídovou kresbu a opičí dárek

Je pravděpodobné, že tyto galerijní obrazy arcivévodské sbírky byly malovány buď jako památka na někoho či připomínka něčeho a nebo pro možnost darování. Obraz galerie s arcivévodou Leopoldem Vilémem byl namalován na mědi. Toto bylo neobvyklé pro obraz tak velký. Důvodem byl pravděpodobně arcivévodův úmysl poslat obraz jako dar španělskému králi Filipovi IV. Darováním tohoto díla Filipovi IV., jenž byl znám svou velkou sbírkou v královském Alcázaru v Madridu, chtěl možná arcivévoda vzdát poctu svému strýci jako významnému znalci italského malířství. Jeho sekundárním záměrem bylo ukázat králi, že jeho sbírka v Bruselu by mohla napodobit královskou sbírku v Madridu. Stejně jako v 17. století moc knížete již nebyla posuzována pouze na základě jeho vojenského úspěchu, ale spíše na jeho vkusu a znalost umění. Arcivévoda tak chtěl ukázat, že by mohl být hoden královského titulu.
Teniers také namaloval několik obrazů zobrazujících umělce v práci nebo znalce, kteří si prohlížejí sbírku. Příkladem je obraz Obrazová galerie se dvěma muži zkoumajícími pečeť a červenou křídovou kresbu a opičí dárek. Tyto galerijní obrazy jsou plné symbolů a alegorií. Odrážejí probíhající intelektuální změny, včetně kultivace osobních ctností a zvyšování důrazu na vědu a znalosti. David Teniers také vytvořil alegorický nebo satirický obraz galerijního malířství v kresbě Maškarní opic: Malířské studio, sedící umělec (Monkeys' Masquerade). Kresba je jednoznačně parodií na populární „umění jako opice přírody“ přítomné na mnoha obrazech sbírek začleněním opice mezi milovníky umění.

### Ilustrovaný katalog
Během svého působení ve funkci kurátora sbírky arcivévody Leopolda Viléma se Teniers ujal přípravy a vydání vůbec prvního ilustrovaného katalogu starých mistrovských obrazů. Jeho bratr Abraham Teniers se podílel na organizaci zveřejnění díla. První oficiální publikace katalogu ve formě vázané knihy byl publikován Hendrickem Aertssensem v Bruselu v roce 1660 (ačkoli titulní strana uvádí datum 1658). Titulní strana knihy odkazuje na Amfiteátr obrazů. Publikace je nyní často označována jako Divadelní pictorium (Theatrum Pictorium). Katalog obsahoval portrét arcivévody s věnováním arcivévodovi. Titulní strana zdůrazňuje, že David Teniers projekt financoval ze svého. Katalog byl opatřen popisy ve čtyřech jazycích, v latině, francouzštině, nizozemštině a španělštině). Katalog byl znovu vydán v roce 1673 a 1688, po té v 18. století. Poslední vydání bylo pak bylo v roce 1755. Publikace obsahovala 246 rytin významných italských umělců. Původně měl katalog obsáhnou celou arcivévodovu sbírku, arcivévoda však odešel do Vídně ještě než byly práce pro katalog ukončeny. Proto bylo zhotoveno jen 246 rytin. Při přípravě tohoto projektu Teniers nejprve namaloval zmenšené kopie obrazů a podle nich pak byly zhotoveny rytiny. Z dochovaných předloh pro tisk je patrné, že Teniersovy kopie představují skutečný záznam originálu, i když umělec vynechal detaily a kopie vytvořil svým typickým transparentním způsobem. V 17. století neexistovala žádná účinná metoda tisku pomocí převrácení snímků. Výsledkem je, že většina tisků v katalogu jsou reverzní obrazy originálů. Každý tisk udává jméno autora původního díla. Vlevo je písmenem ‚P‘ pro ‚maloval‘ označen autor obrazu, vpravo pak rytec tisku, který je označen písmenem ‚y‘. Některé verze mají také uvedeny rozměry původních obrazů. Theatrum Pictorium měl významný vliv na způsob, jakým byly podobné katalogy v průběhu 18. století organizovány.

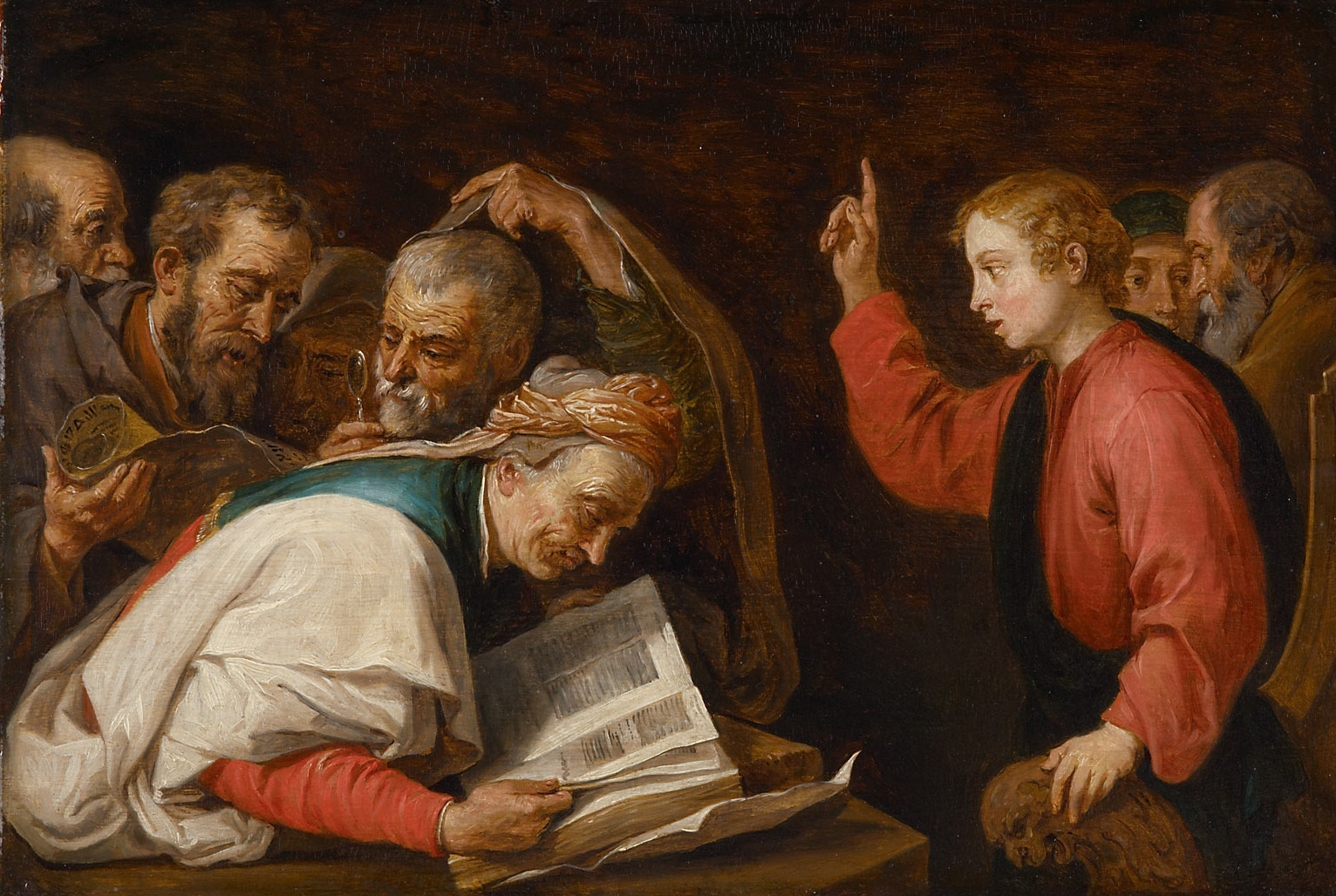
David Teniers podle Ribery Ježíš mezi lékaři, 1651- 1656, lept na papíře

### Singeries (opičí scény)
David Teniers přispěl k šíření žánru opičích scén, nazývaný také singerie. Ve francouzštině toto označení znamená komický úšklebek, chování nebo trik a je odvozen od singe (zpívat), ve francouzštině slovo pro opice. Komická scéna s opicemi objevujícími se v lidském oděvu a v lidském prostředí je obrazový žánr, který se objevil ve vlámském malířství 16. století a následně byl rozvíjen v 17. století. Opice byly považovány za nestoudná, hloupá a rozpustilá stvoření a za vynikající napodobitele lidského chování. Tato zobrazení opic v různých lidských rolích byla metaforou pro nedůstojné, afektované a nešlechetné chování. V 16. století se podle obrazových a literárních pramenů se obraz opice obvykle používal jako symbol lidské pošetilosti. Příkladem je obraz Allegory of Vanitas, opice v šaškovském oblečku se dívá dalekohledem opačným koncem.

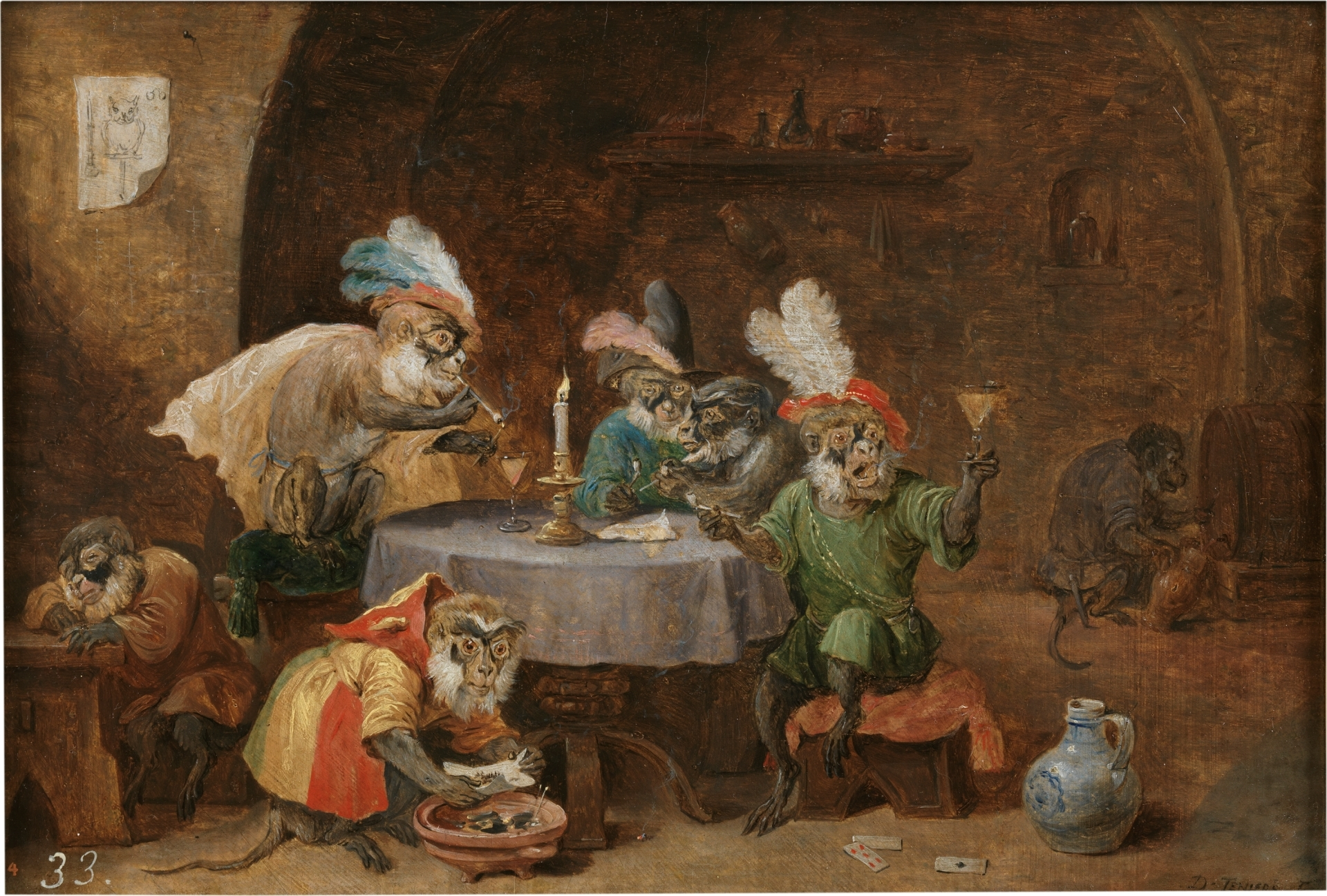
David Teniers mladší, Kouřící a pijící opice, kolem 1660

Vlámský rytec Pieter van der Borcht představil singerie jako samostatné téma kolem roku 1575 v sérii tisků, které navazovaly na uměleckou tradici Pietera Brueghela. Tisky se rozšířily a tématu se chopili i francouzští umělci. V Antverpách se signoriím věnoval malíř Frans Francken mladší, dále Jan Brueghel starší a Sebastiaen Vrancx, David Teniers mladší se svým bratrem Abrahamem Teniersem. Oba bratři byli schopni pokrýt poptávku na trhu s uměním po těchto obrazech a pomohli tak k rozšíření žánru do Francie. Později v 17. století začal malovat i tyto ‚opičí scény‘ i Nicolaes van Verendael.
Tvorbu Davida Tenierse v žánru singeries je možno dělit do dvou období. Kolem roku 1630, kdy pracoval v Antverpách a kolem roku 1660, kdy působil v Bruselu jako dvorní malíř arcivévody Leopolda Viléma a k tématu se vrátil. V raném období Teniersových singeries byly opice zobrazovány jako vojáci. Z této doby pochází jeho obraz Festival of monkeys, (1633). Opičí vojáci se baví před vojenským stanem, v dálce krajina s náměstím, kolem stanu hojné jídlo a pití. Na stanu je obraz sovy s brýlemi Sova připomíná francouzský výraz wat baten kaars en bril als de uil niet zien en lezen wil – K čemu jsou svíčky a brýle v případě, že sova nechce vidět a číst. Obraz Festival opic může být považován za kritiku bláznů na vysokých místech.

### Scény ze strážnice

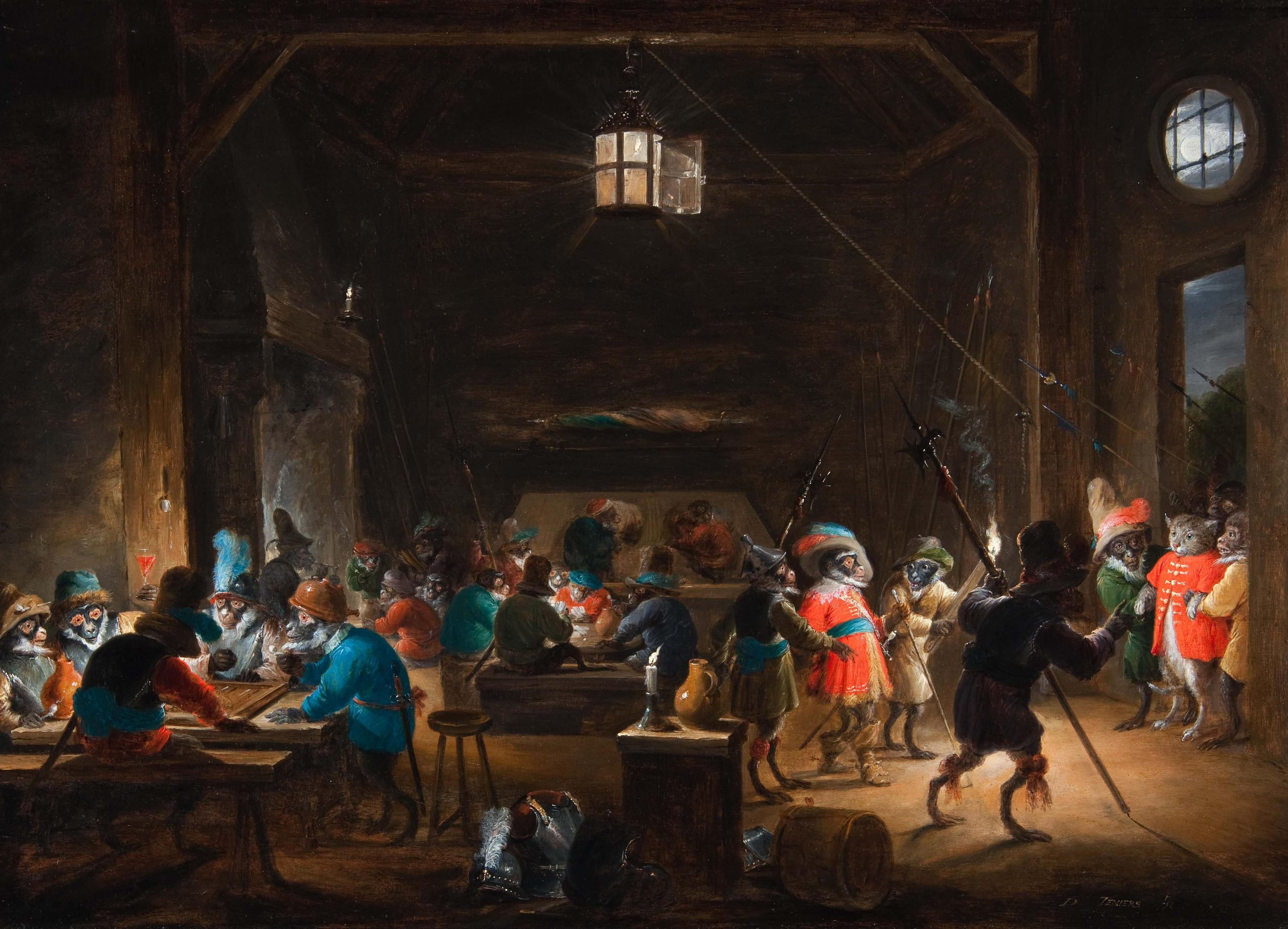
David Teniers mladší, Alegorie opic – Opice na stážnici, 1633

David Teniers maloval několik scén ze strážnic. Strážnicová scéna je typem žánrových scén, které se staly populární v polovině 17. století a to zejména v Holandsku. David Teniers spolu se svým bratrem Abrahamem a malíři Antonem Goubau, Cornelisem Mahu a Janem Baptistem Tijssens mladším byli jedni z hlavních protagonistů tohoto žánru. Strážnicová scéna obvykle zobrazuje bavící se důstojníky a vojáky, často spolu s žoldáky a prostitutkami, kteří se dělí o peníze. obtěžují vězně nebo provozují jiné formy trestuhodných aktivit. Na jednom z jeho obrazů z interiéru strážnice je umělcův autoportrét. Teniers se zobrazil jako důstojník oblečený do exotického kabátu kožešinou lemovaného a kožešinové čepice s pery. Tento autoportrét může být klasifikován jako tronies. David Teniers často kombinoval žánr singerie a scény ze strážnic.

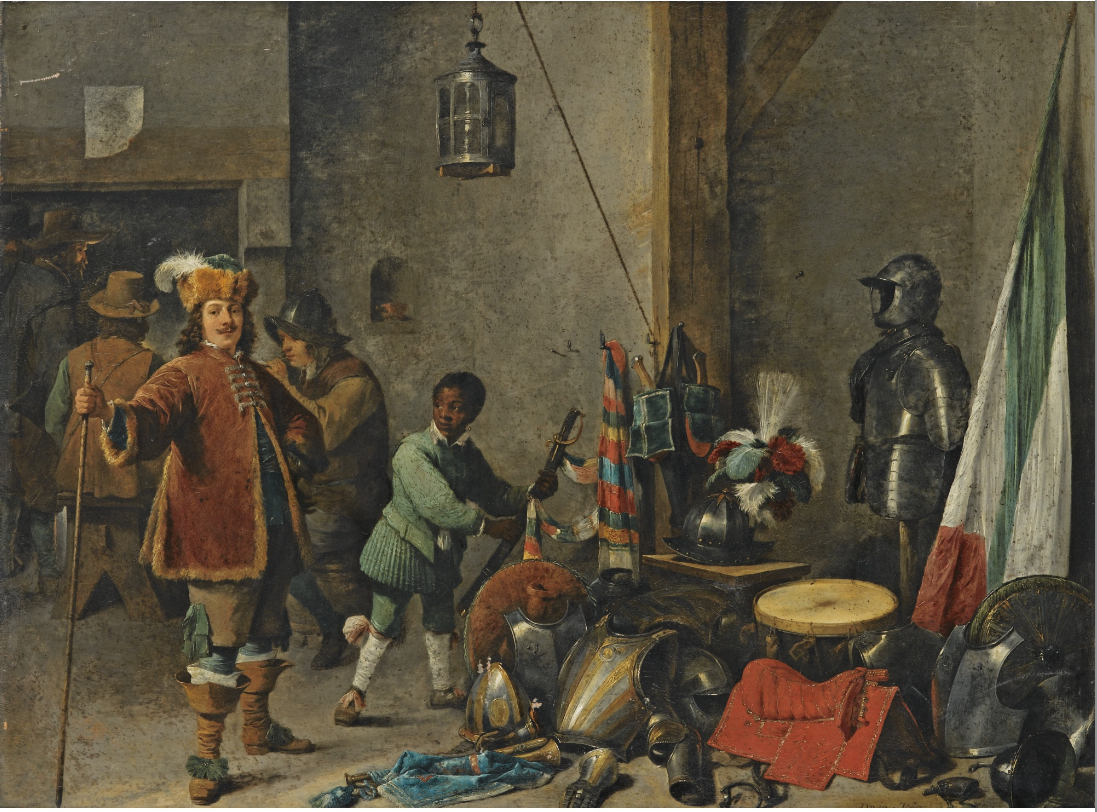
David Teniers mladší, Strážnice s autoportrétem umělce

### Lékaři a alchymisté
Téma lékařů a alchymistů bylo ve vlámském umění v 17. století velmi populární. David Teniers mladší byl hlavním přispěvatelem k tomuto žánru a jeho ikonografii ve Vlámsku. Pohled veřejnosti na praktiky obou oborů byl rozpolcený. Lékaři a alchymisté byli považováni buď za podvodníky nebo šarlatány, kteří pomocí podvodu usilují o materiální zisk. Na druhé straně byli považováni za vědce vážně usilující o poznání. Rozporuplnost tohoto postoje se odráží v umělecké prezentaci lékařů a alchymistů. První přístup ukazuje alchymistu jako předmět satiry a symbolu lidské pošetilosti. Umělci chtěli zdůraznit, že alchymistovy pokusy o přeměnu obecných kovů na zlato jsou výhradně hříšným gestem, usilujícím o osobní prospěch. Symbolika byla použita k prokázání, že alchymisté ztrácejí drahocenný čas a peníze, obětují tak blahobyt svých rodin. Kresba alchymisty Pietera Brueghela staršího z roku 1658 zobrazující alchymistu jako rozmařilce, byla důležitým zdrojem inspirace pro další generace umělců jako David Rijckaert III, Jan Steen a Adriaen van Ostade. David Teniers mladší představil jiný pohled na alchymistu na obraze z roku 1640 a jeho příklad následovali mimo jiné Thomas Wijck, Frans van Mieris starší, Jacob Toorenvliet a Cornelis Bega. Na svém obraze alchymisty (asi 1640–1650) Teniers vylíčil alchymistu jako moudrého a pokorného vědce, pilně používající ve svém výzkumu mnoho přístrojů. Teniersovy alchymisté jsou často doprovázeni jedním nebo dvěma asistenty, kteří se starají o realizaci experimentu. Teniers nikdy nezahrnul do alchymistické laboratoře symboly sebeklamu a následné neštěstí často spojené s alchymií, jako jsou prázdné peněženky a plačící rodiny.

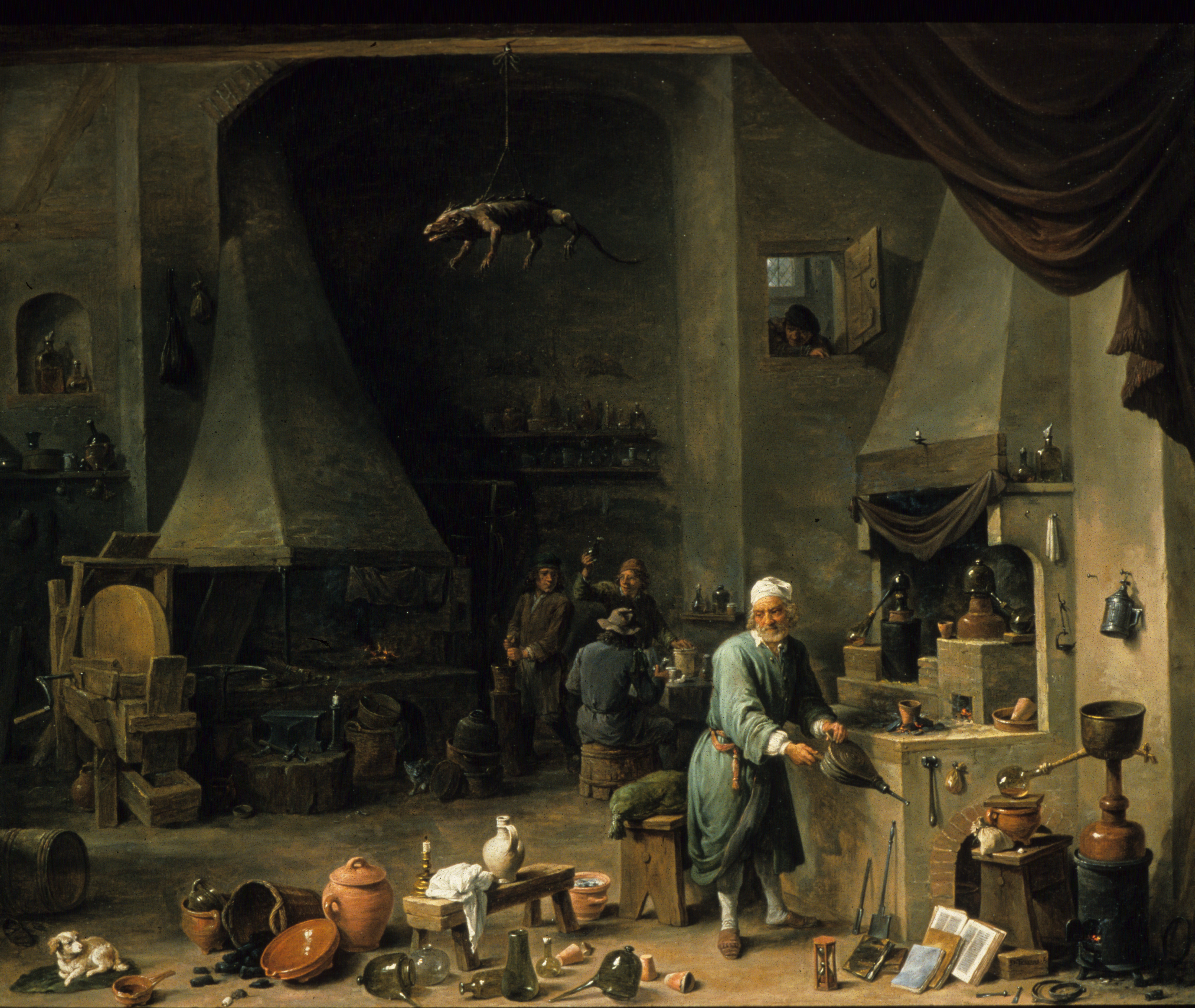
David Teniers mladší, Interiér laboratoře s alchymistou 17. století

Zatímco alchymisté se snažili především o proměnu obecných kovů na kovy ušlechtilé, snaha lékařů byla širší i když také využívali technik alchymistů při diagnostice nemocí či k experimentům, jejichž cílem bylo použít chemické roztoky k rozpoznání chorob či obtíží. Existuje tedy překrytí alchymie s lékařství. Jedním z populárních metod lékařské diagnózy byl tzv. Uroscopie, analýza moči pacienta. Tato metoda byla považována za diagnostickou metodu středověku, moderní lékaři 17. století jí příliš nevěřili. Otázky kolem zkoumání moči lékaři byli impulsem pro žánrové malby na téma piskijker (zkoušející). Typickou ukázkou je obraz ukazující nahlížení lékaře či šarlatána do baňky moči poskytnuté mladou ženou. V případě, že kontrola odhalila obraz plodu, bylo to důkazem ženina těhotenství.

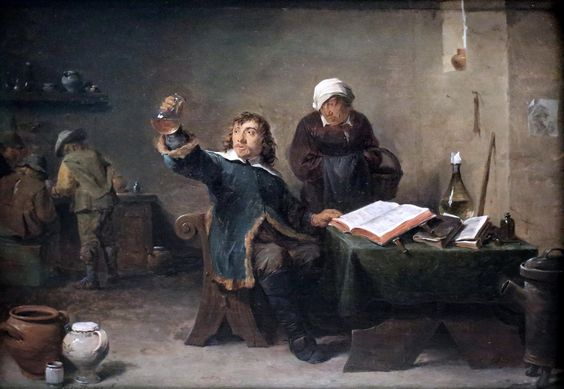
David Teniers mladší, Interiér laboratoře s alchymistou 17. století

Také Tenierse k tomuto žánru přispěl. Zobrazil vesnického lékaře při zkoumání vzorku moči. Obraz ukazuje muže zkoumajícího láhev moči za účelem stanovení lékařské diagnózy, zatímco úzkostná selka stojí opodál. Teniers maloval také lékaře, provádějící různé operace, například operace nohou či zad.

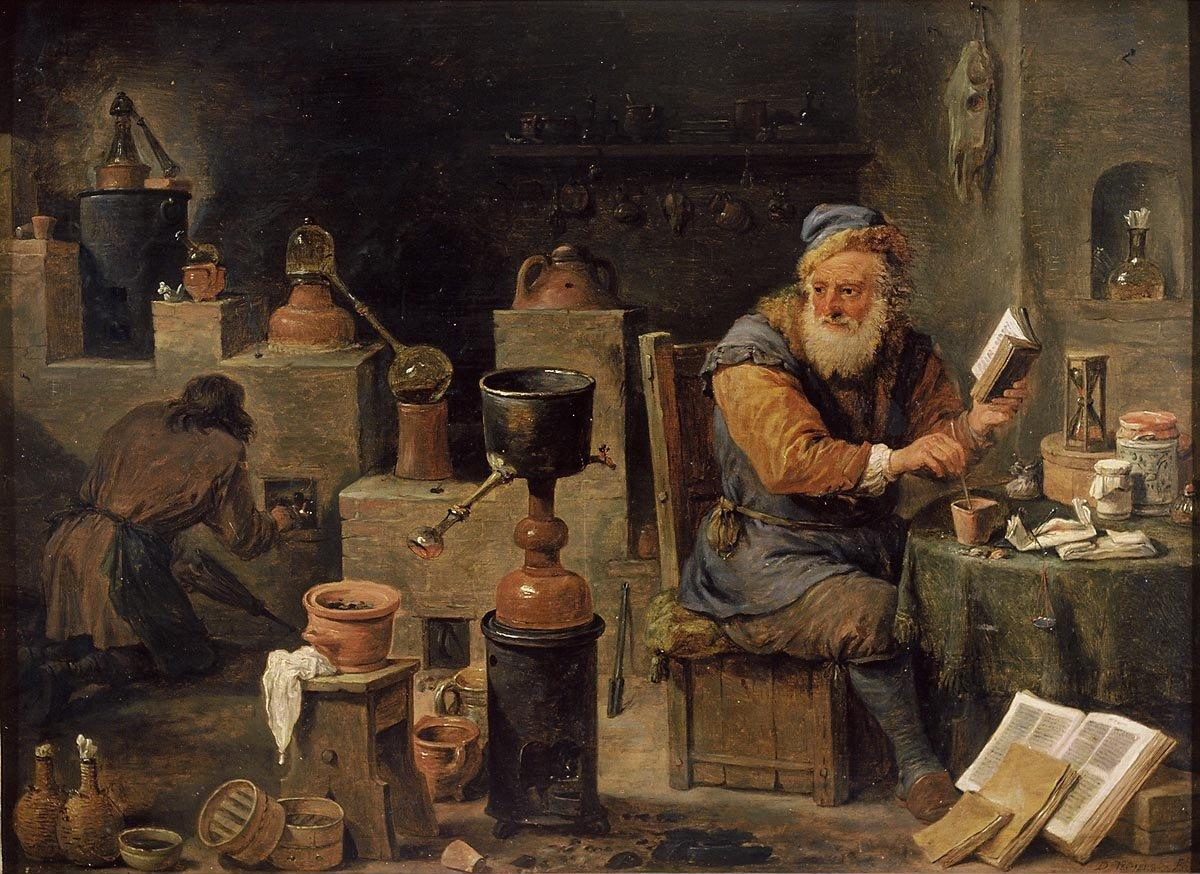
David Teniers mladší, Alchymista, 1640–1650

### Zátiší
Teniers nebyl obecně známý jako malíř zátiší, i když několik takových obrazů mu připisovány jsou. Jeden z nejdokonalejších jeho obrazů zátiší je zátiší s převráceným džbánem. Práce je ze stylistických důvodů datována do poloviny let 1630. Zdá se, že tato práce ukazuje na vliv holandských monochromatických zátiší. Zejména jednoduchost a neformálnost díla a použití jemných tlumených barev připomíná díla současných umělců z Leidenu a Haarlemu. Nicméně není jasné, zda Teniers byl ve skutečnosti přímo ovlivněn těmito umělci a pokud ano, jakým způsobem. Nejsou známa žádná podobná zátiší v Antverpách z této doby. V době, kdy Teniers maloval toto zátiší, hlavní vliv na něj měl Adriaen Brouwer, který se vrátil z Haarlemu do Antverp kolem 1631–2. Ovšem není známo, že by Brouwer byl malířem zátiší. Teniersovy rané práce ukazují na jeho znalost nizozemských umělců z Rotterdamu jako byl Pieter de Bloot či bratři Saftlevenovy, žádný z těchto umělců však nebyl malíř zátiší. Může se zde ale odrážet vliv významného nizozemského malíře zátiší Jana Davidsz. de Heem, který přijel do Antverp v roce 1635, tedy v roce, kdy Teniers toto zátiší namaloval.

### Spolupráce
Spolupráce mezi umělci, kteří se specializují na nějakém výrazném žánru byla určujícím rysem umělecké praxe v 17. století v Antverpách. Teniers také často spolupracoval s ostatními umělci. Například: Lucas van Uden, Jan Davidsz. de Heem, Adriaen van Utrecht, Jacques d'Arthois, jeho synovec Jan van Kessel mladší a Gualterus Gysaerts. Příkladem takové spolupráce je zátiší s kuchyňským stolem, vázou s květinami, mrtvými ptáky, rybami a kočkou a dvěma muži, kteří něco vaří. Vlevo v popředí malby je dominantní kytice květin a zátiší se zvěří, které namalovali specialisté na zátiší Nicolaes van Verendael a Carstian Luyckx.

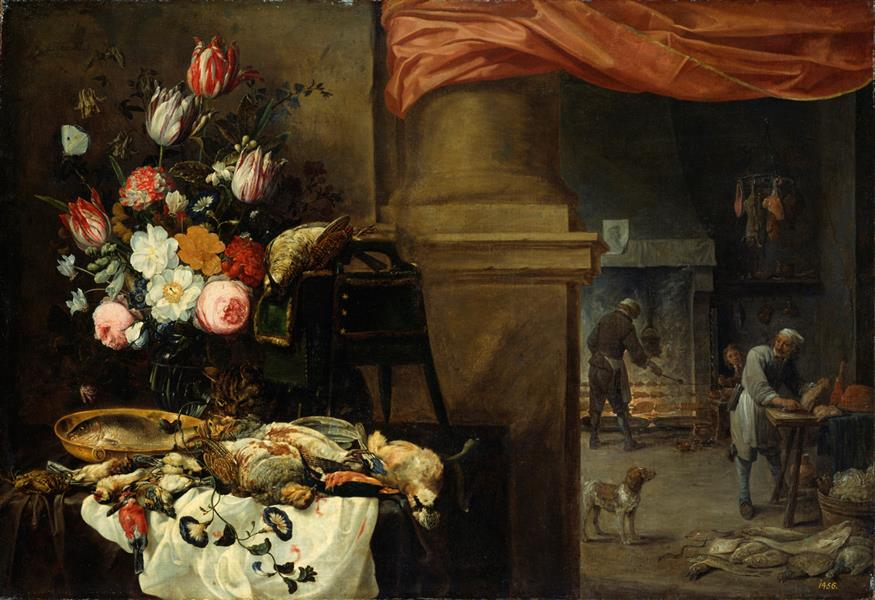
David Teniers mladší, Nicolaes van Verendael, Carstian Luyckx Kuchyňské zátiší s květinami ve váze, mrtvými ptáky, rybami a kočkou (Zátiší s převrženým džbánem), 1670–1675

Teniers spolupracoval na sérii dvaceti měděných desek, zakázku mu zadala šlechtická katalánská rodina Moncada. Panely ilustrují skutky Guillermo Ramon Moncada a Antonio Moncada, dvou bratrů rodu Moncada, kteří žili na konci 14. a počátku 15. století na Sicílii. Na sérii spolupracovalo pět významných holandských umělců. Dvanáct scén je věnováno Ramonu Guillermo Moncadovi, Willem van Herp namaloval šest, Luigi Primo pět a Adam Frans van der Meulen jeden. Teniers byl zodpovědný za osm obrazů popisujících činy Antonio Moncada. Namaloval je nedlouho poté, co byla první část série dokončena. Jan van Kessel starší, Teniersův synovec a specialista na zátiší, vytvořil ozdobné okraje, rámující každou epizodu.

### Girlandové obrazy
Dalším příkladem spolupráce je girlandový obraz Mýdlové bubliny. Na tomto obraze Teniers opět spolupracoval se svým synovcem Janem van Kesselem starším. Ten maloval ozdobné věnce reprezentujících čtyři elementy kolem kartuše. Mladého muže v kartuši namaloval Teniers. Mladík vyfukující bubliny, prvky, jenž ho obklopují jako jsou květiny, mrtvé ryby a rytíři v brnění, to vše jsou odkazy na téma marnost, tj. pomíjivost života a bezcennost všech pozemských statků.

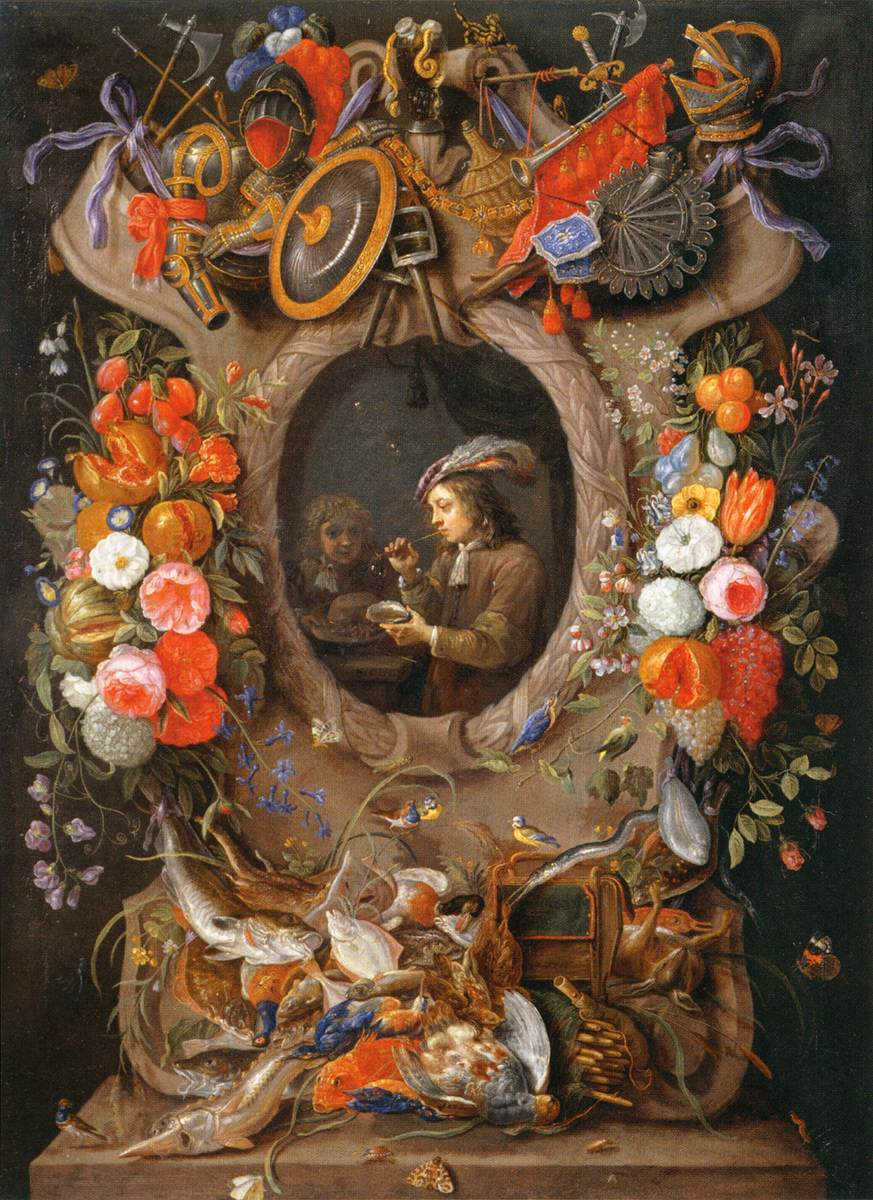
David Teniers mladší medailon, Jan van Kessel zátiší Mýdlové bubliny, 1660–1670

Tento typ malby patří k žánru Girlandové obrazy, který byl vynalezen a vyvinut Teniersovým nevlastním otcem Janem Brueghelem starším v prvních dvou desetiletích 17. století. Girlandové obrazy obvykle zobrazují květinové věnce kolem obrázku nebo portrétu, obvykle měli vyjadřovat zbožnění či oddanost k zobrazovanému. Další umělci podílející se na rozvoji tohoto žánru byli Hendrick van Balen, Andries Daniels, Peter Paul Rubens a Daniel Seghers. Tyto obrazy byli původně zamýšleny jako metafora k protireformačnímu hnutí. Umělci byli inspirováni kultem uctívání a oddanosti k Panně Marii, převládající u habsburského dvora, což byli tehdejší vládci v jižním Nizozemsku a hlavně v Antverpách. Nejstarší girlandové obrazy často zobrazují Pannu Marii v kartuši, ale v pozdějším období může obraz v kartuši být jak cestunáboženský tak světský, jako je tomu v případě Teniersova obrazu Mýdlových bublin.
V roce 1676 Teniers spolupracoval se svým synovcem či bratrancem Gualterusem Gysaertsem, malířem zátiší, na sérii 19 obrazů zobrazujících mučedníky z Gorkumu (mučedníci z Gorkumu – 19 nizozemských katolických duchovních a bratří, kteří byli 9. července 1572 ve městě Brielle (nebo Den Briel) pověšeni militantními nizozemskými kalvinisty během náboženských válek 16. století). Série byla objednána pro kostel minoritů v Duisburgu pro blahořečení mučedníků dne 9. července 1676. Teniers namaloval monochromatické poprsí portrét každého mučedníka v kartuši, zatímco Gysaerts maloval kartuše a květinové věnce. Osm těchto obrazů stále existuje. Jeden, zobrazující mučedníka Hieronymuse van Weerta, je podepsán oběma umělci, dnes v Rijksmuseu.

## Vliv
Teniersovy žánrové malby ovlivnily tvorbu severských malířů 17. století. Jeho práce byla snadno dostupná pro jiné umělce, Byl také jedním z nejvíce reprodukovaných umělců své doby a to i tiskem. Tištěné reprodukce byly vydávány ve velkém množství. Jeho práce měla vliv na takové malíře, jako byl Gillis van Tilborgh, David Rijckaert III., Thomas Wijck, Frans van Mieris starší, Jacob Toorenvliet a Cornelis Bega. Ovlivněni byli hlavně jeho obrazy s alchymisty.

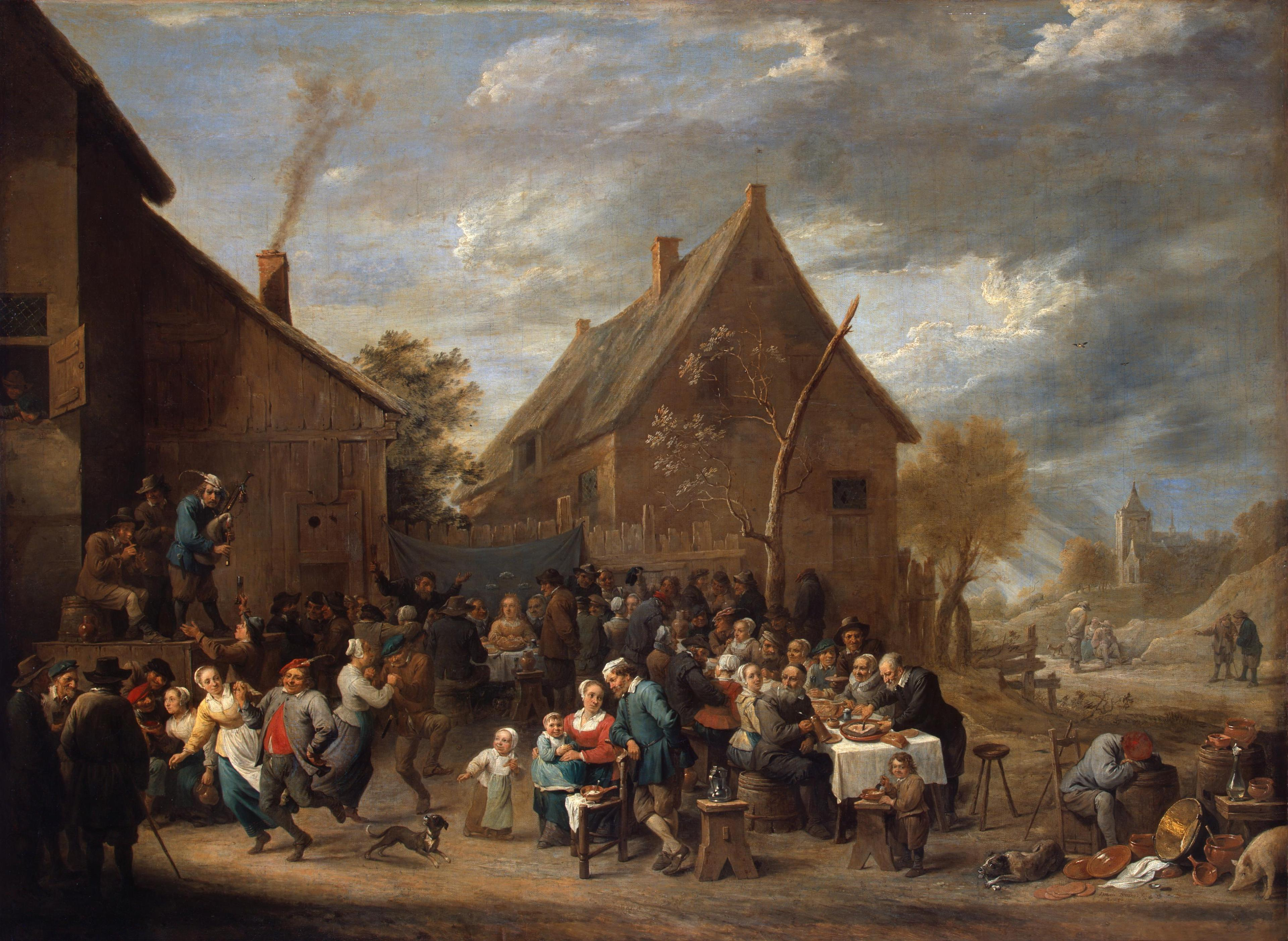
David Teniers mladší, Vesnická svatba, 1650

Pařížští sběratelé umění 18. století velmi stáli o Teniersovy obrazy. Cenili si umělce především pro jeho idealizované scény venkovského života, obrazy vesnických slavností, interiéry s rolníky a scény ze strážnic. Francouzští malíři té doby jej obdivovali. Zvláště Antoine Watteau byl jeho velkým obdivovatelem. Je pravděpodobné, že by Watteau bez Teniersova vlivu nerozvinul svůj typický styl. Teniers jej inspiroval jej svými obrazy venkovských slavností s postavami v maškarních kostýmech či svátečním oděvu nebo milostnými scénami v přírodě. V 18. století byl Watteau mnohdy nazýván francouzský Teniers, toto srovnání obou umělců přispělo k úspěchu Watteaua. K dalším francouzským malířům této doby, kteří byli ovlivněni Teniersem patří Jean Baptiste-Siméon Chardin, Étienne Jeaurat, Étienne Jeaurat a Jean-Baptiste Greuze. Někteří historici umění vidí přímou souvislost mezi Teniersovým obrazem Švec ve své dílně a obrazem Jeana Siméona Chardin Kanárek na základě tematické i kompoziční podobnosti.